# Lista odcinków serialu anime Czarodziejka z Księżyca
Poniżej znajduje się lista odcinków serialu anime Czarodziejka z Księżyca (jap. 美少女戦士セーラームーン Bishōjo Senshi Sērā Mūn), stworzonym na podstawie mangi Naoko Takeuchi. Wyprodukowano 200 odcinków w 5 seriach oraz 3 odcinki specjalne, które miały premierę w TV Asahi pomiędzy 7 marca 1992 i 8 lutego 1997.
W Polsce emisją serialu zajęła się Telewizja Polsat (w latach 1995-2000) i Polsat 2 (w latach 1999-2001). 1 grudnia 2011 roku „Czarodziejki” powróciły do polskiej telewizji, tym razem do TV4 – bliźniaczej stacji Polsatu. Emisję serialu zakończono 18 stycznia 2012 roku o godz. 1:20 w nocy. Od 20 stycznia 2012 siostrzany kanał TV4 – TV6 ponownie wyemitował pierwszą serię „Sailor Moon”. Emisja zakończyła się 23 czerwca 2012 roku o godz. 21:00. Od 2 marca do 1 sierpnia 2013 roku kanał TV6 ponownie emitował pierwszą serię „Sailor Moon”, pozostałe 4 serie Czarodziejki z Księżyca nie były emitowane w TV4, ani w TV6.

## Przegląd sezonów
| Sezon             | Sezon | Tytuł                                                     | Odcinki                                                   | Odcinki            | Pierwsza emisja | Pierwsza emisja | Pierwsza emisja               | Pierwsza emisja                  | Pierwsza emisja     |
| Sezon             | Sezon | Tytuł                                                     | Japonia                                                   | Polska             | Premiera sezonu | Finał sezonu    | Premiera sezonu               | Finał sezonu                     | Dystrybucja         |
| ----------------- | ----- | --------------------------------------------------------- | --------------------------------------------------------- | ------------------ | --------------- | --------------- | ----------------------------- | -------------------------------- | ------------------- |
|                   | 1     | Sailor Moon                                               | 1–46 (46)                                                 | 1–44 (44)1–46 (46) | 7 marca 1992    | 27 lutego 1993  | 6 września 19951 grudnia 2011 | 17 kwietnia 199618 stycznia 2012 | PolsatTV4 (seria 1) |
|                   | 2     | Sailor Moon R                                             | 47–89 (43)                                                | 45–87 (43)         | 6 marca 1993    | 12 marca 1994   | 19 kwietnia 1996              | 13 września 1996                 | Polsat              |
|                   | 3     | Sailor Moon S                                             | 90–127 (38)                                               | 88–125 (38)        | 19 marca 1994   | 25 lutego 1995  | 18 września 1996              | 24 stycznia 1997                 | Polsat              |
|                   | 4     | Sailor Moon SuperS                                        | 128–166 (39)                                              | 126–163 (38)       | 4 marca 1995    | 2 marca 1996    | 29 stycznia 1997              | 19 maja 1997                     | Polsat              |
|                   | 5     | Sailor Moon Sailor Stars                                  | 167–200 (34)                                              | 164–197 (34)       | 9 marca 1996    | 8 lutego 1997   | 21 maja 1997                  | 6 sierpnia 1997                  | Polsat              |
| Odcinki specjalne |       |                                                           |                                                           |                    |                 |                 |                               |                                  |                     |
|                   | S1    | Przemieńcie się, Czarodziejki!                            | Przemieńcie się, Czarodziejki!                            | 1                  | 5 grudnia 1993  | 5 grudnia 1993  | 7 sierpnia 2015 (DVD)         | 7 sierpnia 2015 (DVD)            | Anime Eden          |
|                   | S2    | Sailor Moon SuperS: Special                               | Sailor Moon SuperS: Special                               | 3                  | 8 grudnia 1995  | 8 grudnia 1995  | 1998 (VHS)                    | 1998 (VHS)                       | Planet Manga        |
|                   | S3    | Pierwsza miłość Ami                                       | Pierwsza miłość Ami                                       | 1                  | 23 grudnia 1995 | 23 grudnia 1995 | 24 sierpnia 2018 (DVD)        | 24 sierpnia 2018 (DVD)           | Anime Eden          |
| Filmy kinowe      |       |                                                           |                                                           |                    |                 |                 |                               |                                  |                     |
|                   | F1    | Sailor Moon R – Czarodziejka z Księżyca: Film kinowy      | Sailor Moon R – Czarodziejka z Księżyca: Film kinowy      | 1                  | 5 grudnia 1993  | 5 grudnia 1993  | 1998 (VHS)                    | 1998 (VHS)                       | Planet Manga        |
|                   | F2    | Sailor Moon S – Czarodziejka z Księżyca: Film kinowy      | Sailor Moon S – Czarodziejka z Księżyca: Film kinowy      | 1                  | 4 grudnia 1994  | 4 grudnia 1994  | 1998 (VHS)                    | 1998 (VHS)                       | Planet Manga        |
|                   | F3    | Sailor Moon SuperS – Czarodziejka z Księżyca: Film kinowy | Sailor Moon SuperS – Czarodziejka z Księżyca: Film kinowy | 1                  | 12 grudnia 1995 | 12 grudnia 1995 | 1998 (VHS)                    | 1998 (VHS)                       | Planet Manga        |

## Sezon 1: Sailor Moon – Czarodziejka z Księżyca (1992–1993)
| # | Polski tytuł Oryginalny tytuł | Premiera w Japonii (TV Asahi) | Premiera w Polsce (Polsat) |
| --- | --- | ----------------------------- | -------------------------- |
| 1 | Beksa zmienia się w wojownika (Polsat) Beksa zmienia się w wojowniczkę (TV 4) Nakimushi Usagi no karei naru henshin (泣き虫うさぎの華麗なる変身)                       | 7 marca 1992                  | 6 września 1995            |
| 14-letnia Usagi Tsukino, po drodze do szkoły spotyka na swojej drodze kotkę, maltretowaną przez chłopców. Po powrocie do domu, ku swojemu zdziwieniu, Usagi zauważa kotkę w domu, która dodatkowo mówi ludzkim głosem. Przedstawia się jako Luna i twierdzi, że Usagi jest wojowniczką – Czarodziejką z Księżyca. Następnie wręcza jej broszkę do transformacji i każe podjąć walkę ze złym Królestwem Ciemności. W walce pomaga jej, tajemniczy zamaskowany mężczyzna – Tuxedo Kamen. | |                               |                            |
| 2 | Zła wróżka (Polsat) Dom wróżki siedliskiem potworów (TV 4) Oshioki yo! Uranai house wa yōma no yakata (おしおきよ！占いハウスは妖魔の館)                               | 14 marca 1992                 | 13 września 1995           |
| Jadeite z Królestwa Ciemności postanawia zbierać energię od ludzi za pomocą nowo otwartego domu wróżb. W tym celu hipnotyzuje ludzi, m.in. Gurio Umino, których osobowość staje przeciwieństwem dotychczasowych zachowań. | |                               |                            |
| 3 | Zakochane dziewczęta (Polsat) Ratujmy zakochane dziewczęta (TV 4) Nazo no nemuribyō, mamore otome no koisuru kokoro (謎のねむり病、守れ乙女の恋する心)                 | 21 marca 1992                 | 20 września 1995           |
| W lokalnej stacji radiowej, zaczyna emisję nowy program "Midnight Zero". Po zbadaniu sprawy, Usagi orientuje się, że radio nie ma w ramówce tej audycji, a jest ona nadawana przez demona z Królestwa Ciemności. | |                               |                            |
| 4 | Mania odchudzania (Polsat) Czy chcesz być szczupła? (TV 4) Usagi ga oshiemasu! Surimu ni naruhō (うさぎが教えます！スリムになる法)                                     | 28 marca 1992                 | 27 września 1995           |
| Usagi, odkrywając że przytyła, postanawia, za radą koleżanek, zapisać się do siłowni z salonem spa. Towarzyszą jej w tym także inne dziewczyny, jednak po ćwiczeniach wydają się być bardziej zmęczone niż powinny. Okazuje się, że siłownie prowadzi Jadeite. | |                               |                            |
| 5 | Ukochane zwierzątko (Polsat) Tajemniczy zapach kradnie twoją miłość (TV 4) Yōma no kaori! Shanēra wa ai wo nusume (妖魔の香り！シャネラーは愛を盗む)                   | 11 kwietnia 1992              | 4 października 1995        |
| W szkole, do której uczęszcza Usagi, panuje moda na posiadanie małych zwierzątek – chanelek. Dziewczyna udaje się do sklepu, by także sobie jedną kupić. Zbiega się to z faktem, że rodzice głównej bohaterki, odkrywają, że Luna mieszka w ich domu. | |                               |                            |
| 6 | Miłość jest jak muzyka (Polsat) Nigdy nie rezygnuj z miłości! Bunny kupidynem (TV 4) Mamore koi no merodi! Usagi wa Kyūpiddo (守れ恋の曲！うさぎはキューピッド)        | 18 kwietnia 1992              | 11 października 1995       |
| Słuchając romantycznej muzyki, Usagi i Naru marzą o zamążpójściu. Tymczasem Jadeite planuje za pomocą zpreparowanej kasety z muzyką, odbierać ludziom energię. | |                               |                            |
| 7 | Szansa dla Kopciuszka (Polsat) Długa droga do gwiazd (TV 4) Usagi hansei! Sutā no michi wa kibishii (衛とうさぎのベビーシッター騒動)                                   | 25 kwietnia 1992              | 18 października 1995       |
| Obmyślając kolejny plan, Jadeite postanawia zorganizować fikcyjny konkurs na idola. Zaprasza wówczas różne osoby, zaczarowując je w ten sposób, że każda z nich myśli, że jest gwiazdą i odbiera im energię. | |                               |                            |
| 8 | Komputerowe pranie mózgu (Polsat) Czy geniusz jest potworem? (TV 4) Tensai shōjo wa yōma na no? Kyōfu no sennōjuku (天才少女は妖魔なの？恐怖の洗脳塾)                  | 2 maja 1992                   | 25 października 1995       |
| W szkole Usagi poznaje nową uczennicę – prymuskę, Ami Mizuno. Większość uczniów jej nie lubi, ponieważ twierdzą, że dziewczyna uważa się za mądrzejszą od innych. Przy bliższym poznaniu, Usagi orientuje się, że te opinie były błędne. Dodatkowo, okazuje się, ze Ami także jest wojowniczką – Czarodziejką z Merkurego. | |                               |                            |
| 9 | Igraszki z czasem (Polsat) Uwaga na zegary! (TV 4) Usagi no sainan! Awate tokei ni goyōjin (うさぎの災難！あわて時計にご用心)                                          | 9 maja 1992                   | 1 listopada 1995           |
| Usagi i Ami, aby lepiej się poznać, spędzają razem czas na zakupach. Trafiają także do sklepu z zegarami, który prowadzi okazyjną wyprzedaż. Okazuje się, że zegary mają za zadanie odbierać ludziom czas i pozyskiwać ich energię. | |                               |                            |
| 10 | Zaklęty autobus (Polsat) Przeklęty autobus! Wojowniczka z Marsa (TV 4) Norowareta basu! Honō no senshi Māzu tōjō (呪われたバス！炎の戦士マーズ登場)                    | 16 maja 1992                  | 8 listopada 1995           |
| W dzielnicy Juuban rozpowszechniła się historia o podejrzanym autobusie, który nigdy nie dociera do celu, a jego pasażerowie zaginęli. Luna każe aby Usagi zbadała tę sprawę. Niepocieszona dziewczyna odkrywa, że ma to związek z pomocnicą w świątyni Hikawa – Rei Hino, która, jak się okazuje, jest Czarodziejką z Marsa. | |                               |                            |
| 11 | Przygoda w Wesołym Miasteczku (Polsat) Koszmar w Krainie Marzeń (TV 4) Usagi to Rei taiketsu? Yume rando no akumu (うさぎとレイ対決？夢ランドの悪夢)                   | 23 maja 1992                  | 15 listopada 1995          |
| Luna informuje dziewczyny, że ich misją (oprócz walki z Królestwem Ciemności) jest także odnalezienie Księżniczki. Dodatkowo prosi je, aby sprawdziły co się dzieje w pobliskim wesołym miasteczku, gdzie zaginęło sporo osób. | |                               |                            |
| 12 | Romantyczna podróż (Polsat) Romantyczny rejs (TV 4) Watashi datte kare ga hoshii! Gōkasen no wana (私だって彼が欲しい！豪華船のワナ)                                   | 30 maja 1992                  | 22 listopada 1995          |
| Po licznych niepowodzeniach, Jadeite postanawia zorganizować rejs dla zakochanych, by potem odebrać ich energię. Rei udaje się zdobyć bilety na ten rejs i zabiera ze sobą Ami. Tymczasem Usagi, za pomocą długopisu przemiany, zmienia się w reporterkę i także udaje się na statek. | |                               |                            |
| 13 | Razem dziewczęta. Koniec Jadeite (Polsat) Dziewczyny, łączmy się! Koniec Jadeite (TV 4) Onna no ko wa danketsu yo! Jedaito no saigo (女の子は団結よ！ジェダイトの最期) | 6 czerwca 1992                | 29 listopada 1995          |
| Królowa Beryl ostrzega Jadeite, że to jego ostatnia szansa. Ten, będąc przyparty do muru, postanawia zwabić czarodziejki na lotnisko, by stoczyć z nimi finałową walkę. Po porażce, ucieka do Królestwa Ciemności, gdzie zostaje skazany na "wieczny sen". | |                               |                            |
| 14 | Nowy potężny wróg. Przybywa Nephrite (Polsat) Nowy potężny wróg (TV 4) Arata naru kyōteki, Nefuraito ma no monshō (新たなる強敵、ネフライト魔の紋章)                   | 13 czerwca 1992               | 6 grudnia 1995             |
| Obowiązek zbierania od ludzi energii, przejmuje Nephrite. Jego planem jest jednak zbieranie energii od jednej konkretnej osoby, a nie od grupy. Jego pierwszym celem staje się utalentowana i popularna, nastoletnia tenisistka Rui Saionji. | |                               |                            |
| 15 | Pierwsza randka Rei (Polsat, TV 4) Usagi aseru! Rei-chan hatsu dēto (うさぎアセる！レイちゃん初デート)                                                                 | 20 czerwca 1992               | 13 grudnia 1995            |
| Rei, Ami i Usagi odkrywają miejsce, które ich zdaniem idealne nadaje się na pierwszą randkę, lecz dowiadują się także, że niedługo ma ono zostać zniszczone. Rei postanawia, że nim to nastąpi, koniecznie wybrać się w to miejsce na randkę z Mamoru. | |                               |                            |
| 16 | Bunny jako panna młoda (Polsat) Biała suknia ślubna! Bunny panną młodą (TV 4) Junpaku doresu no yume! Usagi hanayome ni naru (純白ドレスの夢！うさぎ花嫁になる)        | 27 czerwca 1992               | 20 grudnia 1995            |
| Nowym celem Nephrite staje się nauczycielka prac ręcznych Usagi – Higure Akiyama. Ma ona niebawem wyjść za mąż, i bierze udział w konkursie na najlepiej wykonaną suknię ślubną. Królestwo Ciemności postanawia wykorzystać tę sytuację, by zebrać od niej energię. | |                               |                            |
| 17 | Bunny modelką (Polsat, TV 4) Moderu wa Usagi? Yōma kamera no nessha (モデルはうさぎ？妖魔カメラの熱写)                                                                 | 4 lipca 1992                  | 3 stycznia 1996            |
| Niezwykle popularny i młody fotograf, Kijin Shikonawa przyjeżdża do gimnazjum Juuban, aby zrobić zdjęcia modelkom w strojach kąpielowych. Usagi planuje wziąć udział w castingu, by dostać się do konkursu. | |                               |                            |
| 18 | Wielka miłość Shingo (Polsat) Miłość Shingo! Smutna lalka (TV 4) Shingo no junjō! Kanashimi no Furansu ningyō (進悟の純情！哀しみのフランス人形)                       | 11 lipca 1992                 | 10 stycznia 1996           |
| Wybierając kolejny cel, Nephrite postanawia odebrać energię młodej lalkarce Mice. Dziewczyna przyjaźni się z Shingo – bratem Usagi. chłopak, podczas rozmowy z Miką, niechcący niszczy jej lalkę, przez co dziewczyna całkowicie zamyka się w sobie. | |                               |                            |
| 19 | Miłosny list (Polsat) Miłosny list od Tuxedo (TV 4) Usagi kangeki! Takishīdo Kamen no rabu retā (うさぎ感激！タキシード仮面の恋文)                                     | 25 lipca 1992                 | 17 stycznia 1996           |
| Chcąc jednocześnie zbierać energię i pokonać czarodziejki, Nephrite postanawia rozesłać do wszystkich dziewczyn list miłosny, podpisując się jako Tuxedo Kamen. Zostaje on jednak rozpoznany przez Naru Osakę, która od dawna jest zakochana w ziemskie osobowości Nephrite – Masato Sanjoinie. | |                               |                            |
| 20 | Nie ma jak wakacje z duchami (Polsat) Lato nad morzem (TV 4) Natsu yo Umi yo Seishun yo! Omake ni yūrei mo yo! (夏よ海よ青春よ！おまけに幽霊もよ！)                    | 1 sierpnia 1992               | 24 stycznia 1996           |
| Usagi, Rei i Ami, aby oderwać się na chwilę od walki z Królestwem Ciemności, wyjeżdżają na wakacje nad morze. Zamieszkują tam w motelu, który okazuje się być opętany przez duchy. | |                               |                            |
| 21 | Uratujmy dziecięce marzenia (Polsat) Ratujmy dziecięce marzenia (TV 4) Kodomotachi no yume mamore! Anime ni musubu yūjō (子供達の夢守れ！アニメに結ぶ友情)             | 8 sierpnia 1992               | 26 stycznia 1996           |
| Na bazie popularności mang o Sailor V, Nephirte decyduje się wykorzystać rywalizację pomiędzy dwiema mangakami: Hiromi i Kazuko. Planując odebrać energię Hiromi, przybywa do studia rysowniczego jako Masato Sanjoin. Jego pojawienie się zauważa Ami. | |                               |                            |
| 22 | Pierwszy pocałunek (Polsat) Pierwszy pocałunek Bunny (TV 4) Gekka no romansu! Usagi no hatsu kissu (月下のロマンス！うさぎの初キッス)                                  | 15 sierpnia 1992              | 31 stycznia 1996           |
| Królestwo Ciemności, pragnąc zdobyć Srebrny Kryształ, planuje zaatakować księżniczkę z Diamentowego Królestwa, która aktualnie przebywa w Tokio. Ma ona być w posiadaniu legendarnego skarbu, który ma ujawnić podczas uroczystego balu. Usagi także wybiera się na tę uroczystość, gdzie spotyka Tuxedo. | |                               |                            |
| 23 | Pierwsza miłość Naru (Polsat, TV 4) Nagareboshi ni negai wo! Naru-chan no jun'ai (流れ星に願いを！なるちゃんの純愛)                                                    | 22 sierpnia 1992              | 2 lutego 1996              |
| Naru wyznaje Usagi, że jest zakochana w Masato Sanjoinie. Znając jego prawdziwą tożsamość, czarodziejki zastanawiają się co z tym zrobić. Tymczasem, Nephrite tworzy Czarny Kryształ, który ma mu pomóc w odnalezieniu Srebrnego Kryształu. Podążając za jego wskazaniami, idzie na spotkanie z Naru. | |                               |                            |
| 24 | Zwycięstwo miłości (Polsat) Nephrite umiera dla Naru (TV 4) Naru-chan gōkyū! Nefuraito ai no shi (なるちゃん号泣！ネフライト愛の死)                                    | 29 sierpnia 1992              | 7 lutego 1996              |
| Po uratowaniu życia Naru, Nephrite ponownie się z nią spotyka, by wybadać, czy zna ona prawdziwą tożsamość Czarodziejki z Księżyca. Choć dziewczyna tego nie wie, udaje mu się odkryć prawdę. Tymczasem zazdrosny Zoisite porywa Naru, by szantażować Nephrite i odebrać mu Czarny Kryształ. | |                               |                            |
| 25 | Dziewczyna Jupiter (Polsat) Czarodziejka z Jowisza (TV 4) Koisuru kairiki shōjo, Jupitā-chan (恋する怪力少女、ジュピターちゃん)                                        | 5 września 1992               | 9 lutego 1996              |
| Po śmierci Nephrite, Zoistite przejmuje jego obowiązki. Okazuje się, że Srebrny Kryształ został podzielony na siedem części – Tęczowych Kryształów, które są zaklęte w ludziach. Tymczasem Usagi poznaje w szkole nową uczennicę – Makoto Kino, która okazuje się być Czarodziejką z Jowisza. Obie dziewczyny śledzą mężczyznę – Crane'a, który właścicielem Tęczowego Kryształu. Ostatecznie Kryształ zabiera Zoisiste.                                                               | |                               |                            |
| 26 | Naru znów się uśmiecha (Polsat) Dzięki Bunny Naru znowu zaczyna się uśmiechać (TV 4) Naru-chan ni egao wo! Usagi no yūjō (なるちゃんに笑顔を！うさぎの友情)            | 12 września 1992              | 14 lutego 1996             |
| Usagi, wraz z Umino, usiłuje pomóc Naru w jej cierpieniu, po śmierci Nephrite. Zoisite podejmuje próbę zdobycia drugiego Tęczowego Kryształu, który jest w posiadaniu księdza. Po walce czarodziejek z demonem, Kryształ zabiera Tuxedo, który również pragnie zdobyć Srebrny Kryształ. | |                               |                            |
| 27 | Ami ma konkurenta (Polsat) Chłopiec o niezwykłej mocy zakochany w Ami (TV 4) Ami-chan e no koi!? Mirai yochi no shōnen (亜美ちゃんへの恋！？未来予知の少年)            | 10 października 1992          | 16 lutego 1996             |
| Królowa Beryl angażuje do pomocy Zoisite, ostatniego z czterech generałów – Kunzite. Tymczasem Ami poznaje w szkole chłopaka – Ryo Urawę, który podobnie jak ona, jest prymusem. Okazuje się on być także posiadaczem Tęczowego Kryształu, który zabierają wojowniczki. | |                               |                            |
| 28 | Najpiękniejsze ilustracje (Polsat) Bunny i Mamoru pozują do obrazu o miłości (TV 4) Koi no irasuto, Usagi to Mamoru ga sekkin? (恋のイラスト、うさぎと衛が接近？)      | 17 października 1992          | 21 lutego 1996             |
| Wraz z przyjaciółmi ze szkoły, Usagi idzie na wystawę popularnej malarki Yumemi. Jest ona także celem Królestwa Ciemności, które usiłuje zdobyć od niej kolejny Tęczowy Kryształ. Ostatecznie zdobywa go Zoisite. | |                               |                            |
| 29 | Trudny wybór (Polsat) Motoki i jego wielka miłość (TV 4) Daikonsen! Guchagucha koi no shikaku kankei (大混戦！グチャグチャ恋の四角関係)                                | 17 października 1992          | 23 lutego 1996             |
| Mako usiłuje się umówić na randkę z Motokim. Niespodziewanie, wychodzi na jaw, że chłopak ma już dziewczynę – Reikę. Tymczasem Zoisite odkrywa, że Reika jest właścicielką kolejnego Tęczowego Kryształu. Walcząc z czarodziejkami, usiłuje do zdobyć i udaje mu się to. | |                               |                            |
| 30 | Dziadek Rei (Polsat) Czy dziadek Rei oszalał? (TV 4) Ojī-chan ranshin, Rei-chan no kiki (お爺ちゃん乱心、レイちゃんの危機)                                             | 31 października 1992          | 28 lutego 1996             |
| Do świątyni Hikawa przybywa nowy uczeń – Yuuichirou. W tym samym czasie dziadek Rei zostaje zaatakowany przez Zoisite, jednak odpiera atak. Rei orientuje się, że jej dziadek ma Tęczowy Kryształ i postanawia go ochronić. Jednak po kolejnym ataku Zoisite zdobywa Tęczowy Kryształ. | |                               |                            |
| 31 | Koszmarny dzień Luny (Polsat) Najgorszy dzień Luny (TV 4) Koisarete owarete! Runa no saiaku no hi (恋されて追われて！ルナの最悪の日)                                   | 7 listopada 1992              | 1 marca 1996               |
| Luna podróżując po mieście, pada ofiarą porachunków bezpańskich kotów, które znaczą swoje terytoria. Z opresji ratuje ją gruby kot, Rhett Butler, który okazuje się być ostatnim właścicielem Tęczowego Kryształu. Zoisite łatwo zdobywa Kryształ, który jednak natychmiast zostaje mu odebrany przez Tuxedo. | |                               |                            |
| 32 | Rycerska decyzja Umino (Polsat) Decyzja Umino: Będę chronił Naru (TV 4) Umino no kesshin! Naru-chan wa boku ga mamoru (海野の決心！なるちゃんは僕が守る)               | 14 listopada 1992             | 6 marca 1996               |
| Luna informuje czarodziejki, że są one reinkarnacjami wojowniczek mieszkających kiedyś na Księżycu. Tymczasem Umino, przyznaje, że kocha Naru i obiecuje ją zawsze chronić. Podczas ich wspólnego wyjścia na festiwal, Zoisite atakuje ludzi, by zmienić ich w demony, a także by sprowokować czarodziejki. Podczas pojedynków, Sailor Moon traci swój Tęczowy Kryształ na rzecz Zoisite.                                                                                              | |                               |                            |
| 33 | Czarodziejka z Wenus (Polsat) Piąta wojowniczka. Czarodziejka z Wenus (TV 4) Saigo no Sērā Senshi, Vīnasu tōjō (最後のセーラー戦士、ヴィーナス登場)                    | 21 listopada 1992             | 8 marca 1996               |
| Królowa Beryl, daje Zoisite ostatnią szansę na rehabilitację. Ma on bezwzględnie zdobyć pozostałe Tęczowe Kryształy. By tego dokonać tworzy fałszywą Czarodziejkę z Księżyca, by sprowokować Tuxedo do przybycia. Na miejsce spotkania przybywają także wojowniczki i wpadają w pułapkę. Pojawia się tam również ostatnia z nich – Czarodziejka z Wenus oraz jej kot – Artemis. | |                               |                            |
| 34 | Srebrny Kryształ. Oto Księżniczka (Polsat) Srebrny Kryształ (TV 4) Hikari kagayaku ginzuishō! Tsuki no purinsesu tōjō (光輝く銀水晶！月のプリンセス登場)               | 28 listopada 1992             | 13 marca 1996              |
| Zoisite odkrył prawdziwą tożsamość Tuxedo i postanawia umówić się z nim na walkę o Tęczowe Kryształy. Tuxedo zgadza się na tę propozycję i udaje się do wieży Starlight. Niespodziewanie dla Mamoru, w drodze towarzyszy mu Usagi. Okazuje się, że Zoisite zastawił na nich pułapkę. Nie mając innego wyjścia, Usagi i Mamoru, wyjawiają swoje prawdziwe tożsamości. | |                               |                            |
| 35 | Wspomnienia Bunny i Mamoru (Polsat, TV 4) Yomigaeru kioku! Usagi to Mamoru no kako (よみがえる記憶！うさぎと衛の過去)                                                  | 5 grudnia 1992                | 15 marca 1996              |
| Po utworzeniu Srebrnego Kryształu i przebudzeniu Księżniczki, do Usagi wracają wspomnienia z poprzedniego życia, kiedy mieszkała w Srebrnym Królestwie na Księżycu. Tymczasem Królowa Beryl zabija Zoisite, za działanie wbrew jej rozkazom. | |                               |                            |
| 36 | Powrót Tuxedo (Polsat) Bunny w kłopocie! Po czyjej stronie jest Tuxedo? (TV 4) Usagi konran! Takishīdo Kamen wa aku? (うさぎ混乱！タキシード仮面は悪？)                | 12 grudnia 1992               | 20 marca 1996              |
| Usagi popada w depresję po porwaniu Tuxedo, przez Królestwo Ciemności. Tymczasem nową misją głównych antagonistów ponownie jest zbieranie energii od ludzi by móc przebudzić Królową Metalię. W tym celu otwierają w dzielnicy Juuban salon fryzjerski. | |                               |                            |
| 37 | Ciężkie jest życie Księżniczki (Polsat) Zmień się w księżniczkę (TV 4) Mezase purinsesu? Usagi no chintokkun (めざせプリンセス？うさぎの珍特訓)                        | 19 grudnia 1992               | 22 marca 1996              |
| Chcąc poznać prawdziwą tożsamość Czarodziejki z Księżyca, Kunzite organizuje konkurs dla księżniczek, który ma poprowadzić, opętana przez demona hrabina Rose. | |                               |                            |
| 38 | Jak pięknie jest zimą w górach (Polsat) Niech żyje śnieg, góry i przyjaźń! (TV 4) Yuki yo Yama yo Yūjō yo! Yappari yōma mo yo! (雪よ山よ友情よ！やっぱり妖魔もよ)      | 26 grudnia 1992               | 27 marca 1996              |
| Współpraca pomiędzy Endymionem a Kunzite nie układa się. Tymczasem dziewczyny, wraz z Yuuichirou, wyjeżdżają w góry, gdzie odbywa się konkurs na królową zimy. | |                               |                            |
| 39 | Królowa łyżew (Polsat) Mój partner jest demonem! Mako królową lodowiska (TV 4) Yōma to pea!? Hyōjō no joō Mako-chan (妖魔とペア！？氷上の女王まこちゃん)               | 9 stycznia 1993               | 29 marca 1996              |
| Kunzite, wiedząc że Księżycowa Księżniczka była świetną łyżwiarką, organizuje konkurs na królową łyżew, który poprowadzić mają, opętani przez demony, olimpijczycy – Janelin i Misha. | |                               |                            |
| 40 | Zły duch jeziora (Polsat, TV 4) Mizuumi no densetsu yōkai! Usagi kazoku no kizuna (湖の伝説妖怪！うさぎ家族のきずな)                                                   | 16 stycznia 1993              | 3 kwietnia 1996            |
| Usagi wraz z bratem Shingo i rodzicami jedzie na wypoczynek do gorących źródeł. Ku zaskoczeniu dziewczyny, na miejsce przybywa także Endymion, który pragnie obudzić, zaklętego w jeziorze, demona. | |                               |                            |
| 41 | Miłość ci wszystko wybaczy (Polsat) Nie bój się kochać! Ami kontra Mamoru (TV 4) Mō koi kara nigenai! Ami to Mamoru taiketsu (もう恋から逃げない！亜美と衛対決)        | 23 stycznia 1993              | 5 kwietnia 1996            |
| Endymion dowiaduje się, że pomimo odebrania ludziom Tęczowych Kryształów, ich właściciele pozostali ludźmi i nadal możliwe było przebudzenie ich jako demony. Z mocą Czarnego Kryształu postanawia do tego doprowadzić. O zagrożeniu ostrzega czarodziejki, Ryo Urawa – przyjaciel Ami. | |                               |                            |
| 42 | Tragiczna miłość Minako (Polsat) Nieszczęśliwa miłość Minako (TV 4) Sērā Vīnasu no kako, Minako no hiren (Sヴィーナスの過去、美奈子の悲劇)                             | 30 stycznia 1993              | 10 kwietnia 1996           |
| Minako odwiedza jej dawna przyjaciółka. Okazuje się, że Minako, jako Sailor V, wypełniała misję przez jakiś czas w Londynie. Poznała tam chłopaka Alana oraz policjantkę – Katarinę. Teraz Kunzite, chcąc poznać tożsamości wojowniczek, nakazuje opętanej Katarinie spotkać się z Minako i wydobyć te informacje. | |                               |                            |
| 43 | Bunny kontra czarodziejki (Polsat) Bunny kontra pozostałe wojowniczki (TV 4) Usagi ga koritsu? Sērā Senshi-tachi no ōgenka (うさぎが孤立？S戦士達の大ゲンカ)           | 6 lutego 1993                 | 12 kwietnia 1996           |
| Aby odzyskać Endymiona, czarodziejki decydują się na prowokację wobec Królestwa Ciemności. Pozorują one ostrą kłótnię pomiędzy sobą i wysyłają wiadomość dla Kunzite, że Czarodziejka z Księżyca chce przejść na ich stronę. | |                               |                            |
| 44 | Przebudzenie Bunny (Polsat) Przebudzenie Bunny! Przesłanie z odległej przeszłości (TV 4) Usagi no kakusei! Chōkako no messēji (うさぎの覚醒！超過去のメッセージ)       | 13 lutego 1993                | 17 kwietnia 1996           |
| Czarodziejka z Wenus i Artemis odkrywają wejście prowadzące do Królestwa Ciemności. Okazuje się, że zaraz za nim czeka Kunzite, chcący z nimi walczyć. W tm samym czasie do Usagi docierają kolejne wspomnienia z czasów, gdy żyła w Księżycowym Królestwie. | |                               |                            |
| 45 | Ostatnie starcie (TV 4) Sērā Senshi shisu! Hisō naru saishūsen (セーラー戦士死す！悲壮なる最終戦)                                                                      | 20 lutego 1993                | 17 stycznia 2012           |
| Po dojściu do Punktu D, który znajduje się na biegunie północnym, czarodziejki rozpoczynają ostatnią walkę przed ostateczną bitwą. Mierzą się tam z najpotężniejszymi demonami – DD girls. W kolejnych konfrontacjach: Makoto, Ami, Minako i Rei, tracą życie, jednocześnie pokonując swoich przeciwników. | |                               |                            |
| 46 | Życzenie Bunny! Nowe życie (TV 4) Usagi no omoi wa towa ni! Atarashiki tensei (うさぎの想いは永遠に！新しき転生)                                                       | 27 lutego 1993                | 18 stycznia 2012           |
| Usagi dociera do Królowej Beryl i Endymiona, z którymi musi stoczyć ostatnią walkę. Udaje jej się przywrócić wspomnienia Tuxedo, jednak ginie on z ręki Beryl. Królowa, by zwiększyć swoją siłę, łączy się z energią Królowej Metalii. Aby pokonać Królestwo Ciemności Czarodziejka z Księżyca korzysta z pełnej mocy Srebrnego Kryształu. Odcinek ten wyemitowano z oznaczeniem wiekowym "od 16 lat".                                                                                 | |                               |                            |

## Sezon 2: Sailor Moon R (1993–1994)
| # | Polski tytuł Oryginalny tytuł                                                                                  | Premiera w Japonii (TV Asahi) | Premiera w Polsce (Polsat) |
| --- | --- | ----------------------------- | -------------------------- |
| 47 | Powrót Czarodziejek Mūn fukkatsu! Nazo no eirian shutsugen (ムーン復活！謎のエイリアン出現)                    | 6 marca 1993                  | 19 kwietnia 1996           |
| Po walce z Królestwem Ciemności, wszystkie Czarodziejki wróciły do życia, lecz straciły pamięć i nie pamiętają siebie nawzajem. Tymczasem na Ziemię przybywa para kosmitów: Ail i Anna, którzy chcą odbierać ludziom energię. Luna musi przywrócić pamięć Usagi. | |                               |                            |
| 48 | Znowu razem Ai to seigi yue! Sērā Senshi futatabi (愛と正義ゆえ！セーラー戦士再び)                             | 13 marca 1993                 | 24 kwietnia 1996           |
| Po przywróceniu pamięci, jedynie Usagi może walczyć z kardianami wysyłanymi przez Obcych Makaiju. Orientuje się ona także, że Mamoru również stracił pamięć i jej nie pamięta. Ail i Anna przedstawiają się w szkole jako Seijuro i Nastumi. Po kolejnym ataku kardiana, Luna budzi pozostałe wojowniczki i przywraca im pamięć. | |                               |                            |
| 49 | Książę Księżycowej Poświaty Shiroi bara wa dare ni? Tsukikage no Naito tōjō (白いバラは誰に? 月影の騎士登場)   | 20 marca 1993                 | 26 kwietnia 1996           |
| Przyjaciel Makoto – Shinozaki zostaje zaatakowany przez kardiana. Mako oddaje dla niego krew w szpitalu, a jednocześnie, chcąc wziąć odwet, naraża swoje życie. Podczas walki pojawia się Książę Księżycowej Poświaty. | |                               |                            |
| 50 | Teatr wirtualnej rzeczywistości Usagi no kiki! Tiara sadō sezu (うさぎの危機！ティアラ作動せず)                | 10 kwietnia 1993              | 1 maja 1996                |
| Usagi, za wszelką cenę usiłuje przywrócić pamięć Mamoru i odzyskać jego uczucia. Tymczasem Ail i Anna usiłują zebrać energię w czasie trwania konkursu gier w Teatrze Wirtualnej Rzeczywistości. | |                               |                            |
| 51 | Święto kwiatów Atarashiki henshin! Usagi pawā appu (新しき変身！うさぎパワーアップ)                            | 17 kwietnia 1993              | 3 maja 1996                |
| W dzielnicy Juuban organizowane jest doroczne święto kwiatów – hanami. Z tej okazji klasa Usagi idzie do parku, na piknik. W tym samym czasie Ail i Anna chcą wykorzystać tę okazję do zebrania dużej ilości energii. Podczas walki, Srebrny Kryształ, który był zaklęty w broszce przemiany, zostaje zniszczony. | |                               |                            |
| 52 | Horror w przedszkolu Nerawareta enji! Vīnasu daikatsuyaku (狙われた園児！ヴィーナス大活躍)                     | 24 kwietnia 1993              | 8 maja 1996                |
| Minako, spiesząc się do szkoły, ratuje po drodze małą dziewczynkę – Mię. Okazuje się, że starsi koledzy dokuczają jej, ponieważ powątpiewają w istnienie Sailor Moon, której dziewczynka jest fanką. Minako postanawia przekonać chłopców, że Sailor Moon naprawdę istnieje i jedzie razem z dziećmi autobusem, jako opiekunka. Wówczas, autobus zostaje zaatakowany przez kardiana.                                                                            | |                               |                            |
| 53 | Nie ma jak niania Mamoru to Usagi no bebīshittā sōdō (衛とうさぎのベビーシッター騒動)                          | 1 maja 1993                   | 10 maja 1996               |
| Kardian przeprowadza atak na dzieci w przedszkolu, podczas którego ranna zostaje także jedna z matek. Jej syn – Manami jest bezpieczny, ale do czasu aż jego matka opuści szpital, pozostaje bez opieki. Wobec takich okoliczności, Mamoru i Usagi deklarują wspólną opiekę nad dzieckiem. | |                               |                            |
| 54 | Melodia Rei Bunkasai wa watashi no tame?! Rei joō nesshō (文化祭は私のため？！レイ女王熱唱)                    | 8 maja 1993                   | 15 maja 1996               |
| Rei organizuje festiwal, na którym sama ma wystąpić. W tym samym czasie reszta dziewczyn pomaga w świątyni Hikawa. Ail i Anna chcą wykorzystać tę okazję by zdobyć energię od ludzi, przebywających na występie. | |                               |                            |
| 55 | Wielka miłość Tsukikage wa Seijūrō? Moeru Mako-chan (月影は星十郎？もえるまこちゃん)                           | 22 maja 1993                  | 17 maja 1996               |
| Mako i Usagi zastanawiają się kim w rzeczywistości jest Książę Księżycowej Poświaty. Dochodzą do wniosku, że może nim być Seijuro. Zauroczona w nim Makoto, deklaruje, że zbada tę sprawę i pozna prawdziwą tożsamość Księcia. | |                               |                            |
| 56 | Królewna Śnieżka Mamoru no kisu ubae! An no Shirayuki-hime sakusen (衛のキス奪え！アンの白雪姫作戦)            | 29 maja 1993                  | 22 maja 1996               |
| Mamoru przygotowuje sztukę do wystawienia w teatrze. Jednak w ostatniej chwili jego aktorzy pokłócili się o role i zrezygnowali. Wobec tego, Usagi i reszta dziewcząt oferują Mamoru swoją pomoc. Dołącza do nich także, zauroczona w Mamoru, Natsumi. | |                               |                            |
| 57 | Pojedynek Hōkago ni goyōjin! Nerawareta Usagi (放課後にご用心！狙われたうさぎ)                                 | 5 czerwca 1993                | 24 maja 1996               |
| Z powodu kolejnego spóźnienia się do szkoły, Usagi musi zostać po lekcjach. Ten sam los spotkał także Natsumi, która rzuca głównej bohaterce wyzwanie o uczucia Mamoru. W tym samym czasie Ail wysyła kolejnego kardiana do zbierania energii. | |                               |                            |
| 58 | Tęsknota za miłością Surechigau ai no kokoro! Ikari no Makaiju (すれちがう愛の心！怒りの魔界樹)                | 12 czerwca 1993               | 29 maja 1996               |
| Ail i Anna orientują się, że drzewo Makaiju, którym się opiekują, zaczyna obumierać. Zastanawiając się co zrobić, opuszczają kilka dni nauki w szkole. Usagi wraz z Mamoru, niepokojąc się o nich, odwiedza ich w domu. Wówczas oboje wpadają w pułapkę drzewa. | |                               |                            |
| 59 | Tajemnica Drzewa Zła Mezameru shinjitsu no ai! Makaiju no himitsu (めざめる真実の愛！魔界樹の秘密)             | 19 czerwca 1993               | 31 maja 1996               |
| Po tym, jak drzewo Makaiju obezwładniło Usagi i Mamoru, pozostałe wojowniczki postanowiły przyjść im z pomocą. Pomimo próśb i nakazów ze strony, Aila i Anny, drzewa odmówiło wypuszczenia głównych bohaterów. Po przybyciu wojowniczek drzewo wyjawiło prawdziwy cel swoich działań. Jednocześnie Książę Księżycowej Poświaty ujawnił, że w rzeczywistości jest alter ego Mamoru Chiby.                                                                        | |                               |                            |
| 60 | Tajemnicza przybyszka z kosmosu Tenshi? Akuma? Sora kara kita nazo no shōjo (天使？悪魔？空からきた謎の少女)   | 26 czerwca 1993               | 5 czerwca 1996             |
| Do Tokio przybywają członkowie Rodziny Czarnego Księżyca. Mamoru i Usagi po odzyskaniu swoich wspomnień udają się wspólnie na randkę, podczas której spotykają, w dość niezwykłych okolicznościach, tajemniczą małą dziewczynkę. Twierdzi ona, że także nazywa się Usagi (Chibiusa) i szuka Srebrnego Kryształu. | |                               |                            |
| 61 | Zerwanie Usagi daishokku! Mamoru no zekkō sengen (うさぎ大ショック！衛の絶交宣言)                              | 3 lipca 1993                  | 7 czerwca 1996             |
| Mamoru dręczą koszmary senne, w których słyszy głos mówiący mu o zagładzie świata, jeśli nadal będzie spotykał się z Usagi. Ku wielkiemu zaskoczeniu dziewczyny, Chiba nagle z nią zrywa, mówiąc, że już jej nie kocha, jednak nie wyjawiając prawdziwego powodu. | |                               |                            |
| 62 | Siła przyjaźni Senshi no yūjō! Sayonara Ami-chan (戦士の友情！さよなら亜美ちゃん)                              | 10 lipca 1993                 | 12 czerwca 1996            |
| Chibiusa nadal poszukuje Srebrnego Kryształu, jednak przekonana, że nie ma go Usagi, postanawia pomieszkać przez kilka dni u Ami. Dziewczyna nie ma nic przeciw temu, ponieważ właśnie przygotowuje się do wyjazdu na nauki, na stałe do Niemiec i opuszczeniu drużyny wojowniczek. | |                               |                            |
| 63 | Sport i zdrowie Onna wa tsuyoku utsukushiku! Rei no shin hissatsu waza (女は強く美しく！レイの新必殺技)        | 24 lipca 1993                 | 14 czerwca 1996            |
| Chibiusa, aby odebrać Srebrny Kryształ Usagi, postanawia że musi stać się silniejsza. Tymczasem dziadek Rei zaprzestał prowadzenia świątyni Hikawa i otworzył specjalny salon samoobrony dla kobiet. Mała Usagi postanawia się do niego zapisać. | |                               |                            |
| 64 | Sekret Chibiusy Ginzuishou motomete! Chibiusa no himitsu (銀水晶を求めて！ちびうさの秘密)                      | 31 lipca 1993                 | 19 czerwca 1996            |
| Siostry Ayakashi postanawiają podwoić wysiłki w poszukiwaniu Króliczka. Ponieważ dziewczynka boi się błyskawic i piorunów, zsyłają nad Tokio burzę. Usagi jest zobligowana do odebrania Chibiusy ze szkoły po lekcjach, jednak mija się z nią po drodze. | |                               |                            |
| 65 | Kłótnia Koi no ronsō! Minako to Makoto ga tairitsu (恋の論争！美奈子とまことが対立)                            | 14 sierpnia 1993              | 21 czerwca 1996            |
| Czekając na spotkanie wszystkich wojowniczek w parku, Minako i Makoto rozmawiają o swoich sprawach sercowych. Dochodzi pomiędzy nimi do ostrej kłótni i zerwania przyjaźni. Tymczasem Rodzina Czarnego Księżyca usiłuje zniszczyć kolejny Kryształowy Punkt w Tokio. | |                               |                            |
| 66 | Curry-party Usagi no oyagokoro!? Karē na sankaku kankei (うさぎの親心？カレーな三角関係)                       | 21 sierpnia 1993              | 26 czerwca 1996            |
| W szkole Chibiusy ma się odbyć impreza dla dzieci, podczas której będą przyrządzać z rodzicami curry. Ponieważ żadne z przybranych rodziców dziewczynki nie może pójść, Usagi postanawia poprosić Mamoru, by poszli we trójkę. | |                               |                            |
| 67 | Wakacje na bezludnej wyspie Umi yo Shima yo Bakansu yo! Senshi no kyūsoku (海よ島よバカンスよ！戦士の休息)     | 28 sierpnia 1993              | 28 czerwca 1996            |
| Rei wyjeżdża na plażę, żeby odpocząć. Kiedy pozostałe dziewczyny się o tym dowiadują, natychmiast wyruszają za nią. Relaksując się na plaży, nie zauważają, że Chibiusa zniknęła im z pola widzenia. Okazuje się, że dziewczynkę porwał prąd morski. | |                               |                            |
| 68 | Chrońcie Króliczka Chibiusa wo mamore! Jū senshi no daigekisen (ちびうさを守れ！10戦士の大激戦)                | 11 września 1993              | 3 lipca 1996               |
| Mędrzec nakazuje Rubeusowi by bardziej postarał się w poszukiwaniu Króliczka. Ten powtarza to polecenie Siostrom Ayakashi. Tymczasem Usagi podsłuchuje rozmowę Chibiusy, którą prowadzi za pomocą Luny Gumy. Wówczas, Kermisite, Bertherite, Petzite i Kalaverite odnajdują dziewczynkę i atakują ją. | |                               |                            |
| 69 | Nocny koszmar Mezame yo nemureru bishōjo! Mamoru no kunō (目覚めよ眠れる美少女！衛の苦悩)                      | 25 września 1993              | 5 lipca 1996               |
| Usagi zauważa, jak Mamoru spotkał się z inną dziewczyną. Jest z tego powodu bardzo smutna. Tymczasem siostry Ayakashi postanawiają wysłać następnego droida – Akumudę, która pogrąży wojowniczki w snach, z których nie da się wybudzić. | |                               |                            |
| 70 | Czarodziejka z Marsa kontra Kermesite Ai no honō no taiketsu! Māzu tai Kōan (愛の炎の対決！マーズＶＳコーアン) | 2 października 1993           | 10 lipca 1996              |
| Rubeus wysyła Kermisite, by sprawdziła czy w świątyni Hikawa nie pojawi się Króliczek. Kiedy Chibiusa się tam zjawia, Rei rzuca staje do walki przeciw Kermesite. Wkrótce potem przybywa także Rubeus, wyjawiając Kermesite, że wykonała za niego brudną robotę i jest już niepotrzebna. Zrozpaczona Kermesite, poddaje się działaniu Srebrnego Kryształu i staje się zwykłą kobietą.                                                                           | |                               |                            |
| 71 | Ami kontra Bertherite Yūjō no tame! Ami to Beruche gekitotsu (友情のため！亜美とベルチェ激突)                  | 16 października 1993          | 12 lipca 1996              |
| Rodzina Czarnego Księżyca uznaje zachowanie Kermesite za zdradę. Stwierdzają, że kolejny Kryształowy Punkt leży w budynku, w którym organizowane są zawodu szachowe. Bertherite decyduje się wziąć w nich udział i spotyka się w finałowej rozgrywce z Ami. Po porażce pozostałe siostry Ayakashi, stwierdzają, że Bertherite jest zbędna. Zrozpaczona dziewczyna, po namowach Kermesite, poddaje się działaniu Srebrnego Kryształu i staje się zwykłą kobietą. | |                               |                            |
| 72 | Siostry Hijō no Rubeasu! Kanashimi no yon shimai (非情のルベウス！悲しみの四姉妹)                              | 30 października 1993          | 17 lipca 1996              |
| Mędrzec ostrzega Rubeusa, że jego kolejne porażki pogrążą go. Ten wysyła Peztite i Kalaverite, aby rozprawiły się z dwiema siostrami, które jego zdaniem zdradziły Bractwo Czarnego Księżyca. Petzite i Kalaverite porywają swoje siostry, czym zmuszają do interwencji Czarodziejki. Po skończonej walce, obie poddają się działaniu Srebrnego Kryształu i stają się zwykłymi kobietami.                                                                       | |                               |                            |
| 73 | UFO Yūfō shutsugen! Sarawareta Sērā Senshi-tachi (ＵＦＯ出現！さらわれたセーラー戦士たち)                      | 6 listopada 1993              | 19 lipca 1996              |
| Po tym, jak Chibiusa poznała prawdziwe tożsamości Czarodziejek, zastanawia się czy nie odebrać Usagi Srebrnego Kryształu. Początkowo ma wątpliwości, ale ostatecznie go zabiera. Tymczasem Rubeus, mając ostatnią szansę, aby wykazać się skutecznością, porywa cztery pozostałe wojowniczki. | |                               |                            |
| 74 | Walka w kosmosie Rubeasu wo taose! Uchūkūkan no kessen (ルベウスを倒せ！宇宙空間の決戦)                        | 13 listopada 1993             | 24 lipca 1996              |
| Po odzyskaniu broszki przemiany, Usagi decyduje się sama uratować swoje przyjaciółki. Niespodziewanie, wraz z nią, na ratunek spieszy Chibiusa. Po finałowej walce Rubeus ginie w wyniku wybuchu statku kosmicznego, na którym się znajdował. | |                               |                            |
| 75 | Czarodziejka z Plutona Nazo no shin Senshi Sailor Pluto tōjō (謎の新戦士セーラープルート登場)                  | 20 listopada 1993             | 26 lipca 1996              |
| Po wydarzeniach na statku kosmicznym, Chibiusa zapada w sen, w którym jest uwięziona. Czuwającym przy jej łóżku dziewczynom, ukazuje się Czarodziejka z Plutona, która okazuje się być przyjaciółką Chibiusy. Prosi wojowniczki, by pomogli dziewczynce, ponieważ do jej umysłu wdarła się moc Czarnego Kryształu. | |                               |                            |
| 76 | Akcja Esmeraldy Ankoku no maryoku! Esmerōdo no shinryaku (暗黒の魔力！エスメロードの侵略)                      | 4 grudnia 1993                | 31 lipca 1996              |
| Po niepowodzeniach i śmierci Rubeusa, jego obowiązki przejmuje Esmeralda. Z rozkazu lidera Rodziny Czarnego Księżyca – księcia Diamanda, ma ona otworzyć Bramę Ciemności, która umożliwi przesłanie na Ziemię energii Czarnego Kryształu. Pierwszym celem Esmeraldy staje się cukiernia. | |                               |                            |
| 77 | Miłość powraca Omoi wa onaji! Usagi to Mamoru no ai futatabi (想いは同じ！うさぎと衛の愛再び)                  | 11 grudnia 1993               | 2 sierpnia 1996            |
| Usagi zaczynają dręczyć te same koszmary, które śniły się wcześniej Mamoru, dzięki czemu zaczyna ona rozumieć powód zerwania. Tymczasem Esmeralda planuje wykorzystać popularność miłosnych bransoletek szczęścia, by przyspieszyć otwarcie Bramy Ciemności. Po zakończeniu walki, Usagi i Mamoru godzą się. | |                               |                            |
| 78 | Grypa Vīnasu Minako no nāsu daisōdō (ヴィーナス美奈子のナース大騒動)                                           | 18 grudnia 1993               | 7 sierpnia 1996            |
| W Tokio panuje epidemia grypy. Chorobą zostają dotknięte także wszystkie wojowniczki, z wyjątkiem Minako. Dziewczyna stara się opiekować pozostałymi Czarodziejkami. Okazuje się, że epidemia jest skutkiem działań Esmeraldy, która wykorzystuje szpital, by rozpowszechnić mroczną energię. | |                               |                            |
| 79 | Przygoda Artemisa Arutemisu no bōken! Ma no dōbutsu ōkoku (アルテミスの冒険！魔の動物王国)                     | 25 grudnia 1993               | 9 sierpnia 1996            |
| Artemis, urażony przez Lunę, postanawia samodzielnie wytropić siedzibę wroga. Natrafia wówczas na podejrzane schroniska dla zwierząt, gdzie, jak się później okazuje, Rodzina Czarnego Księżyca planowała otworzyć Bramę Ciemności. | |                               |                            |
| 80 | Samotna Ami Kyōfu no gen'ei! Hitoribocchi no Ami (恐怖の幻影！ひとりぼっちの亜美)                              | 8 stycznia 1994               | 14 sierpnia 1996           |
| Esmeralda rozsiewa Mroczną Energię w szkole, do której Ami chodzi na zajęcia dodatkowe. Z tego powodu, wszyscy uczniowie podejrzewają, że dziewczyna ściągała na egzaminach. | |                               |                            |
| 81 | Czarne wrota Ankoku gēto kansei? Nerawareta shōgakkō (暗黒ゲート完成？狙われた小学校)                          | 15 stycznia 1994              | 16 sierpnia 1996           |
| Chibiusa, z powodu choroby musi pozostawać w domu, przez co czuje się samotna. Tymczasem Esmeralda postanawia znacznie przyspieszyć otwarcie Bramy Ciemności. W tym celu chce utworzyć dwa przekaźniki Mrocznej Energii jednocześnie. | |                               |                            |
| 82 | Wyprawa do przyszłości Mirai he no tabidachi! Jikū kairō no tatakai (未来への旅立ち！時空回廊の戦い)           | 22 stycznia 1994              | 21 sierpnia 1996           |
| W wyniku ostatnich działań Bractwa Czarnego Księżyca, Usagi i reszta wojowniczek decydują się wyruszyć, razem z Chibiusą, do przyszłości. Składają jej obietnice, że uratują jej mamę. Podczas podróży w czasie, spotykają na drodze Czarodziejkę z Plutona | |                               |                            |
| 83 | Historia Czarnego Księżyca Shōgeki no mirai! Demando no kuroki yabō (衝撃の未来！デマンドの黒き野望)           | 29 stycznia 1994              | 23 sierpnia 1996           |
| Po przybyciu do przyszłości, Czarodziejki napotykają holograficzny obraz króla Endymiona. Okazuje się, on być Mamoru Chibą z przyszłości, a także ojcem Chibiusy i mężem królowej Serenity (Usagi z przyszłości). Krótko po tej rozmowie, książę Diamand porywa Czarodziejkę z Księżyca. | |                               |                            |
| 84 | Tajemnica Małej Damy Waizuman no mashu! Chibiusa shōmetsu (ワイズマンの魔手！ちびうさ消滅)                     | 5 lutego 1994                 | 28 sierpnia 1996           |
| Czarodziejka z Księżyca usiłuje użyć mocy Srebrnego Kryształu, by przebudzić Królową Serenity. Kiedy to się nie udaje, zrozpaczona Chibiusa ucieka z zamku i trafia wprost na czekającego na nią Mędrca. Tymczasem Esmeralda wykorzystuje otrzymaną od Mędrca moc, do walki z wojowniczkami, jednak moc obraca się przeciw niej samej. | |                               |                            |
| 85 | Narodziny Czarnej Damy Ankoku no joō Burakku Redi no tanjō (暗黒の女王ブラックレディの誕生)                    | 12 lutego 1994                | 30 sierpnia 1996           |
| Mędrzec wykorzystuje poczucie winy Chibiusy, spowodowane zniknięciem Srebrnego Kryształu z przyszłości, by odwrócić jej uczucia i przeciągnąć ją na swoją stronę. Gdy to się udaje, Chibiusa staje się Czarną Damą, która wraca do przeszłości, by przelać tam moc Czarnego Kryształu. | |                               |                            |
| 86 | Saffiiru Safīru zetsumei! Waizuman no wana (サフィール絶命！ワイズマンの罠)                                    | 19 lutego 1994                | 4 września 1996            |
| Saphir poznaje plany Mędrca, który wcale nie planuje pomóc Rodzinie Czarnego Księżyca. Saphir chce poinformować o tym brata – księcia Diamanda, lecz, będąc rannym, udaje się na Ziemię. Otrzymuje tam pomoc od sióstr Ayakashi, a także od Czarodziejek. Ponownie usiłuje powiadomić brata o zdradzie Mędrca, jednak zostaje przez niego zabity, na oczach Diamanda.                                                                                           | |                               |                            |
| 87 | Duch Mędrca Ai to mirai wo shinjite! Usagi no kesshin (愛と未来を信じて！うさぎの決心)                         | 26 lutego 1994                | 6 września 1996            |
| Po śmierci Saphira, Diamand nie ufa już Mędrcowi. Czarodziejki udają się na rozstrzygającą walkę z Rodziną Czarnego Księżyca. Początkowo Diamand walczy z Czarodziejką z Księżyca, jednak po rozmowie z nią, przeciwstawia się Mędrcowi. Po walce z nim, ginie z jego ręki. | |                               |                            |
| 88 | Ostatnia walka Hikari to yami no saishū kessen! Mirai he chikau ai (光と闇の最終決戦！未来へ誓う愛)            | 5 marca 1994                  | 11 września 1996           |
| Drużyna Czarodziejek staje naprzeciw Czarnej Damy i usiłuje przywrócić jej dawną postać. Udaje się to dzięki mocy Srebrnego Kryształu i wspomnieniom. Okazuje się, także że Srebrny Kryształ z przyszłości był przez cały czas wewnątrz Chibiusy. Kiedy udaje się go odzyskać Czarodziejki postanawiają zniszczyć Mędrca, który przedstawia się jako Fantom Śmierci.                                                                                            | |                               |                            |
| 89 | Program Specjalny Usagi-tachi no ketsui! Atarashiki tatakai no jokyoku! (うさぎ達の決意新しき戦いの序曲)       | 12 marca 1994                 | 13 września 1996           |
| Jest to odcinek specjalny, w którym zapowiedziano, a także przedstawiono sceny z nowej serii. | |                               |                            |

## Sezon 3: Sailor Moon S (1994–1995)
| # | Polski tytuł Oryginalny tytuł                                                                                   | Premiera w Japonii (TV Asahi) | Premiera w Polsce (Polsat) |
| --- | --- | ----------------------------- | -------------------------- |
| 90 | Nowa walka Chikyū hōkai no yokan? Nazo no shin Senshi shutsugen (地球崩壊の予感？謎の新戦士出現)                | 19 marca 1994                 | 18 września 1996           |
| Po walce z Rodziną Czarnego Księżyca, wojowniczki cieszą się pokojem. Wkrótce potem, pojawia się nowe zagrożenie ze strony Bractwa Śmierci, które pragnie pozyskiwać od ludzi kryształy czystych serc, aby znaleźć trzy talizmany. Ich pierwszym celem jest Rei. | |                               |                            |
| 91 | Koty Ai no roddo tanjō! Usagi no shin henshin (愛のロッド誕生うさぎの新変身)                                    | 26 marca 1994                 | 20 września 1996           |
| Po zniszczeniu przez dajmona broszki przemiany, Usagi martwi się czy nadal będzie mogła być czarodziejką. Pozostałe wojowniczki obiecują bronić swoją liderkę, dopóki nie rozwiążą tego problemu. Podczas kolejnej potyczki z przeciwnikiem główna bohaterka otrzymuje nową moc.                                                                                                  | |                               |                            |
| 92 | On czy Ona? Suteki na bishōnen? Ten'ō Haruka no himitsu (素敵な美少年？天王はるかの秘密)                        | 16 kwietnia 1994              | 25 września 1996           |
| Siedząc w salonie gier Crown, Usagi oraz Minako poznają przystojnego mężczyznę, imieniem Haruka. Obie są nim zafascynowane więc postanawiają go śledzić. Wkrótce potem Bractwo Śmierci przeprowadza kolejny atak i pojawiają się nowe wojowniczki: Czarodziejka z Urana i Czarodziejka z Neptuna. Po walce okazuje się, że Haruka jest w rzeczywistości kobietą.                  | |                               |                            |
| 93 | Idol Usagi no akogare! Yūbi no tensai Michiru (うさぎのあこがれ！優美な天才みちる)                              | 23 kwietnia 1994              | 27 września 1996           |
| Usagi stwierdza, że nie nadaje się na dziewczynę i przyszłą żonę dla Mamoru, dlatego prosi swoje przyjaciółki o pomoc. Tymczasem Kaolinite z Bractwa Śmierci przeprowadza atak na uczestników opery. | |                               |                            |
| 94 | Pierwszy pocałunek Pyua na kokoro wo mamore! Teki mikata mittsu tomoe ransen (純な心を守れ！敵味方三つ巴乱戦)   | 30 kwietnia 1994              | 2 października 1996        |
| Profesor Tomoe i Kaolinite stwierdzają, że najczystsze serce mają osoby pragnące pierwszego pocałunku. Dlatego obierają sobie za cel Unazuki, siostrę Motokiego i odbierają jej kryształ serca. Wojowniczki usiłują go jak najprędzej odzyskać. | |                               |                            |
| 95 | Siła miłości Koi no otasuke wa Mūn ni omakase (恋のおたすけはムーンにおまかせ)                                  | 7 maja 1994                   | 4 października 1996        |
| Umino i Naru chcą wziąć razem udział w konkursie na najpiękniejszą parę. W tym samym konkursie startują także Haruka i Michiru. W pewnym momencie zostaje on przerwany przez atak Kaolinite. | |                               |                            |
| 96 | Mako w niebezpieczeństwie Reikoku na Uranasu? Makoto no pinchi (冷酷なウラヌス？まことのピンチ)                 | 14 maja 1994                  | 9 października 1996        |
| Makoto i Usagi przechodząc przez ulicę o mały włos nie zostają przejechane, przez rozpędzoną Harukę. Zafascynowana Haruką Mako, chce umówić się z nią na spotkanie, co jest odbierane przez pozostałe wojowniczki, jako chęć pójścia na randkę. Podczas spotkania dziewczyn, Mako zostaje zaatakowana przez dajmona.                                                              | |                               |                            |
| 97 | Przymusowy geniusz Mizu no rabarinsu! Nerawareta Ami (水のラビリンス！ねらわれた亜美)                           | 21 maja 1994                  | 11 października 1996       |
| Ami martwi się, że nauka zajmuje jej cały czas i nie interesuje się innymi rzeczami, tak jak jej przyjaciółki. Relaksując się na basenie, podejmuje wyzwanie Michiru, by ścigać się w pływaniu. Wkrótce potem, Ami zostaje zaatakowana przez dajmona. | |                               |                            |
| 98 | Motocross Tomodachi wo sukue! Mūn Uranasu rengō (友達を救え！ムーンウラヌス連合)                                | 28 maja 1994                  | 16 października 1996       |
| Haruka wygrywa z zawodach motocrossowych, na których kibicuje jej drużyna czarodziejek. Krótko potem Haruka, wraca co domu wraz z Usagi, lecz zatrzymują się, ponieważ nastąpił atak dajmona. Prawdziwym celem Kaolinite jest jednak zwabienie wojowniczek i skłócenie ich ze sobą.                                                                                               | |                               |                            |
| 99 | Wielka miłość Juuichirou Otoko no yasashisa! Yūichirō Rei ni shitsuren? (男の優しさ！雄一郎レイに失恋？)        | 18 czerwca 1994               | 18 października 1996       |
| Yuuichirou widzi jak Rei flirtuje z Haruką. Wieczorem tego dnia, chłopak udaje się na jogging, gdzie widzi Harukę razem z Michiru. Złości się z tego powodu i wyzywa Harukę na pojedynek. Po przegranej walce, postanawia opuścić świątynię Hikawa, jednak wsiadając do pociągu atakuje go dajmon.                                                                                | |                               |                            |
| 100 | Szczęście Sērā Senshi wo yametai!? Minako no nayami (Ｓ戦士を辞めたい！？美奈子の悩み)                          | 25 czerwca 1994               | 23 października 1996       |
| Minako ma wątpliwości co do swojego dotychczasowego życia. Spotyka także swojego dawnego przyjaciela z drużyny siatkówki – Asai. Wkrótce potem, chłopak staje się celem ataku Kaolinite. | |                               |                            |
| 101 | Kryształowe pantofelki Usagi namida! Tanjōbi ni garasu no kutsu wo (うさぎ涙！誕生日にガラスの靴を)             | 2 lipca 1994                  | 25 października 1996       |
| Zbliża się 30 czerwca, czyli dzień urodzin Usagi. Tego dnia dziewczyna kłóci się z Mamoru, sądząc że zapomniał on o jej święcie. Kiedy udaje im się już pogodzić, Chiba kupuje głównej bohaterce pantofelki o których marzyła. W tym momencie atakuje ich dajmon i zabiera Usagi broszkę przemiany.                                                                               | |                               |                            |
| 102 | Kryształowe pantofelki-część 2 Ubawareta pyua na kokoro! Usagi zettai zetsumei (奪われた純な心！うさぎ絶体絶命) | 16 lipca 1994                 | 30 października 1996       |
| Aby uratować uwięzionego Tuxedo, nie mając broszki przemiany, Usagi decyduje się dobrowolnie oddać w ręce Kaolinite. Z pomocą przychodzą jej pozostałe Czarodziejki, za to Sailor Uranus i Sailor Neptune walczą bezpośrednią z Kaolinite. Po pojedynku wysłanniczka Bractwa Śmierci ginie.                                                                                       | |                               |                            |
| 103 | Mała wojowniczka Yatte kita chiccha na Bishōjo Senshi (やって来たちっちゃな美少女戦士)                          | 6 sierpnia 1994               | 1 listopada 1996           |
| Usagi wraz z przyjaciółkami udaje się na festiwal, którego współorganizatorką jest Rei. Na festiwalu zjawiają się także Haruka i Michiru. Tymczasem, obowiązki zmarłej Kaolinite, przejmuje Eudial z Domku Pięciu Wiedźm. Pod koniec walki, niespodziewanie pojawia się Chibiusa.                                                                                                 | |                               |                            |
| 104 | W poszukiwaniu przyjaciela Tomodachi wo motomete! Chibi Mūn no katsuyaku (友達を求めて！ちびムーンの活躍)       | 20 sierpnia 1994              | 6 listopada 1996           |
| Jak się okazało Chibiusa przybyła z przyszłości, na prośbę swojej matki – Królowej Serenity. Dziewczynka ma nawiązać przyjaźnie w XX wieku. Tymczasem Eudial planuje zaatakować mistrza parzenia herbaty, Tamasaburo. | |                               |                            |
| 105 | Samotność Pawā ga hoshī! Mako-chan no mayoi michi (力が欲しい！まこちゃんの迷い道)                              | 27 sierpnia 1994              | 8 listopada 1996           |
| Makoto, po kilku przegranych starciach, zaczyna powątpiewać w swoje umiejętności bitewne. Z tego powodu wyjeżdża w góry by trenować. Poznaje tam trenującego od pięciu lat mnicha, Kakusui, który staje się jednocześnie następnym celem ataku Bractwa Śmierci. | |                               |                            |
| 106 | Niebezpieczny związek Unmei no kizuna! Uranasu no tōi hi (運命のきずな！ウラヌスの遠い日)                       | 3 września 1994               | 13 listopada 1996          |
| Usagi, wraz z przyjaciółkami, zastanawia się do której szkoły udać się po skończeniu gimnazjum. Zwiedzając placówki edukacyjne poznają Elzę Grey – wybitną sprinterkę. W międzyczasie obserwuje ją Haruka, gdyż przypomina jej to o czasach, kiedy poznała Michiru. | |                               |                            |
| 107 | Mały artysta Geijutsu wa ai no bakuhatsu! Chibiusa no hatsukoi (芸術は愛の爆発！ちびうさの初恋)                 | 10 września 1994              | 15 listopada 1996          |
| Chibiusa poznaje na zajęciach dodatkowych chłopaka – Masanori, w którym jest zauroczona. Na te same zajęcia uczęszcza także Michiru, którą zainteresowany jest Masanori. W czasie zajęć zostaje zaatakowany przez Eudial. | |                               |                            |
| 108 | Przetańczyć całą noc Usagi no dansu wa warutsu ni notte (うさぎのダンスはワルツに乗って)                        | 17 września 1994              | 20 listopada 1996          |
| Mamoru dostaje zaproszenie na bankiet od swojego znajomego brytyjskiego arystokraty, Edwarda. Na tenże bankiet udają się także Usagi i jej przyjaciółki. Podczas uroczystości Edwarda atakuje Eudial. | |                               |                            |
| 109 | Odsłonięcie przyłbicy Shōgeki no koku! Arakasareta otagai no shōtai (衝撃の刻！明かされた互いの正体)            | 24 września 1994              | 22 listopada 1996          |
| Minako zastanawia się, dlaczego dajmon nigdy jej nie zaatakował i zaczyna podejrzewać, że nie ma ona czystego serca. Dlatego postanawia ona poświęcić się bezinteresownej pracy dla innych. Wkrótce potem Eudial ją atakuje, jednocześnie zamykając wraz z nią w pomieszczeniu Usagi, Harukę i Michiru. Nie mając innego wyjścia wojowniczki ujawniają swoją prawdziwą tożsamość. | |                               |                            |
| 110 | Talizman Uranasu-tachi no shi? Tarisuman shutsugen (ウラヌス達の死 タリスマン出現)                              | 15 października 1994          | 27 listopada 1996          |
| Eudial odkrywa kto jest właścicielem talizmanu. Ponieważ poznała także tożsamości Czarodziejek z Neptuna i Urana, postanawia sprowokować je do walki i talizmany. Kiedy stawiają się na miejscu Eudial wyjawia, że to właśnie one mają w sercach talizmany. | |                               |                            |
| 111 | Święty Graal Seihai no shinpi na chikara! Mūn nidan henshin (聖杯の神秘な力！ムーン二段変身)                    | 22 października 1994          | 29 listopada 1996          |
| Eudial odbiera talizmany Haruce i Michiru. Na ratunek wojowniczkom przybyła Usagi, a wraz z nią pozostałe czarodziejki, Tuxedo, a także Setsuna Meio, która okazuje się być Czarodziejką z Plutona i właścicielką trzeciego talizmanu. Po połączeniu trzech talizmanów, powstaje, poszukiwany przez Bractwo Śmierci, Święty Graal.                                                | |                               |                            |
| 112 | Blaski i cienie Shin no kyūseishu wa dare? Hikari to kage no kaosu (真の救世主は誰？光と影のカオス)             | 5 listopada 1994              | 4 grudnia 1996             |
| Po śmierci Eudial, w wypadku samochodowym, jej obowiązki przejmuje Mimete. Jednak jej nowe zadanie jest teraz nieco inne – ma ona znaleźć kryształ czystego serca dla przebudzenia Mesjasza Ciszy. Tymczasem Chibiusa poznaje w parku tajemniczą Hotaru. | |                               |                            |
| 113 | Tajemnica Hotaru Yōki tadayō ie! Bishōjo Hotaru no himitsu (妖気漂う家！美少女ほたるの秘密)                     | 12 listopada 1994             | 6 grudnia 1996             |
| Chibiusa wraz z Usagi postanawiają odwiedzić nową przyjaciółkę dziewczynki – Hotaru Tomoe. W domku spotykają także przywróconą do życia Kaolinite. Tymczasem Mimete atakuje znanego mangakę, by zdobyć jego czyste serce. | |                               |                            |
| 114 | Straszny pech Aidoru daisuki! Nayameru Mimetto (アイドル大好き！悩めるミメット)                                 | 19 listopada 1994             | 11 grudnia 1996            |
| Minako i Mimete biorą udział w castingu do serialu w którym ma wziąć udział znany aktor młodego pokolenia. Mimete zaczyna mieć wątpliwości czy chce kontynuować karierę w Bractwie Śmierci, czy poświęcić się sztuce estradowej. | |                               |                            |
| 115 | Cień Wielkiej Ciszy Chinmoku no kage!? Awaki Hotaru hi no yurameki (沈黙の影！？あわき蛍火のゆらめき)           | 26 listopada 1994             | 13 grudnia 1996            |
| Setsuna, Haruka i Michiru zaczynają podejrzewać, że w Hotaru drzemie podejrzana moc. Aby się upewnić, Haruka zabiera Hotaru i Chibiusę na przejażdżkę. W międzyczasie Mimete atakuje kolejnego znanego aktora. | |                               |                            |
| 116 | Po burzy Arashi nochi hare! Hotaru ni sasageru yūjō (嵐のち晴れ！ほたるに捧げる友情)                            | 3 grudnia 1994                | 18 grudnia 1996            |
| Chibiusa zaprasza Hotaru na piknik, na który idzie z Usagi i Mamoru. Piknik ma się odbywać u znajomego Mamoru, który jest biologiem i hoduje różne gatunki róż. Staje się on także następnym celem Mimete. | |                               |                            |
| 117 | Pogodzenie Yori takaku yori tsuyoku! Usagi no ōen (より高くより強く！うさぎの応援)                              | 10 grudnia 1994               | 20 grudnia 1996            |
| Hotaru jest zafascynowana wybitnym skoczkiem wzwyż, który właśnie pobił kolejny rekord Japonii. Pisze także do niego list, którego jednak nie ma odwagi wysłać. Usagi i Chibiusa starają się ją do tego zachęcić i idą razem z nią na stadiom lekkoatletyczny. | |                               |                            |
| 118 | Hazard Makū no tatakai! Sērā Senshi no kake (魔空の戦い！セーラー戦死の賭け)                                    | 17 grudnia 1994               | 25 grudnia 1996            |
| Profesor Tomoe, przygotowując dajmona, wychodzi do sklepu. W tym czasie Mimete postanawia zmodyfikować dajmona, jednak kończy się to niepowodzeniem i w efekcie zamyka domowników w innym wymiarze (w tym przebywające tam, Chibiusę i Hotaru). Czarodziejki, udają się na ratunek.                                                                                               | |                               |                            |
| 119 | Fatum Chinmoku no Meshia kakusei? Unmei no hoshiboshi (沈黙のメシアの覚せい？運命の星々)                        | 24 grudnia 1994               | 27 grudnia 1996            |
| Rei ma wizję "ciszy", która ma nastąpić po przebudzeniu Mesjasza Ciszy. Setsuna postanawia wyjawić czarodziejkom nad czym pracują Haruka i Michiru, śledząc Bractwo Śmierci. Tymczasem Chibiusa i Hotaru, pod opieką przyjaciółek idą razem do planetarium. | |                               |                            |
| 120 | Szkoła geniuszy Ijigen kara no shinryaku! Mugen Gakuen no nazo (異次元からの侵略！無限学園の謎)                 | 7 stycznia 1995               | 1 stycznia 1997            |
| Po tajemniczym zniknięciu Hotaru, Chibiusa jest tym faktem zasmucona. Tymczasem Mamoru, Usagi i reszta wojowniczek szukają informacji o Akademii Mugen, do której chodzą Haruka i Michiru. Postanawiają przeprowadzić tam śledztwo. Po walce z wojowniczkami, Mimete postanawia użyć specjalnej broni, jednak zostaje zabita przez Tellu.                                         | |                               |                            |
| 121 | Roślina monstrum Kokoro wo ubau yōka! Daisan no majō Teruru (心を奪う妖花！第三の魔女テルル)                    | 14 stycznia 1995              | 3 stycznia 1997            |
| Tellu postanawia zdobyć większą ilość czystych serc za pomocą atakujących kwiatów. Zakłada więc kwiaciarnię, z której korzysta także Hotaru, chcąca dać kwiat Chibiusie. Dziewczynkę udaje się obronić, jednak Hotaru zostaje porwana przez Kaolinite. | |                               |                            |
| 122 | Uwierzyć w miłość Ai wo shinjite! Ami, kokoro yasashiki Senshi (愛を信じて！亜美心優しき戦士)                   | 21 stycznia 1995              | 8 stycznia 1997            |
| Po śmierci Tellu (z rąk jej własnych kwiatów), jej miejsce zajmuje Villuy. Jej planem jest zebranie czystych serc od uczniów szkoły Mugen, gdzie ma się odbyć kolejny egzamin. Po walce Villuy ginie z rąk własnych nanorobotów, natomiast profesor Tomoe poznaje prawdziwą tożsamość wojowniczek                                                                                 | |                               |                            |
| 123 | Przebudzenie Hametsu no kage! Chinmoku no Meshia no mezame (破滅の影！沈黙のメシアの目覚め)                     | 28 stycznia 1995              | 10 stycznia 1997           |
| Większość uczniów Akademii Mugen zostaje zahipnotyzowana tak, by dobrowolnie oddać kryształy swych serc dla Mesjasza Ciszy. Drużyna Czarodziejek wyrusza, by walczyć z ostatnimi członkiniami Domku Pięciu Wiedźm – Cyprine i Ptilol. Tymczasem Tuxedo i Czarodziejka z Plutona walczą przeciwko Kaolinite, która porywa Chibiusę.                                                | |                               |                            |
| 124 | Terror Wielkiej Ciszy Semari kuru yami no kyōfu! Kusen no Hassenshi (迫り来る闇の恐怖！苦戦の8戦士)             | 4 lutego 1995                 | 15 stycznia 1997           |
| Dzięki czystemu sercu Chibiusy, Hotaru przebudziła się jako Mistress 9 czyli Mesjasz Ciszy. Czarodziejki postanawiają wyruszyć na pomoc dziewczynkom. Tymczasem Haruka i Michiru, po śmierci Setsuny, walczą z profesorem Tomoe, opętanym przez specjalnego dajmona – germatoida.                                                                                                 | |                               |                            |
| 125 | Władca Ciszy Kagayaku ryūsei! Satān soshite kyūseishu (輝く流星！サターンそして救世主)                          | 11 lutego 1995                | 17 stycznia 1997           |
| Aby ocalić Hotaru, Czarodziejka z Księżyca decyduje się oddać Świętego Graala w ręce Mistress 9. Mesjasz Ciszy natychmiast podejmuje próbę przywołania Pharaoh 90, który ma zaprowadzić na Ziemi "świat wielkiej ciszy". Tymczasem prawdziwa Czarodziejka z Saturna zostaje przebudzona i niszczy Pharaoh 90, poświęcając własne życie.                                           | |                               |                            |
| 126 | Nowe życie Atarashiki seimei! Unmei no hoshiboshi betsuri no toki (新しき生命！運命の星々別離の時)              | 18 lutego 1995                | 22 stycznia 1997           |
| Po pokonaniu Bractwa Śmierci, profesor Tomoe, doznał rozległej amnezji, natomiast Hotaru odrodziła się jako niemowlę. Tymczasem zmęczone walkami, Haruka i Michiru postanawiają opuścić miasto, lecz najpierw chcą ukarać Usagi, za jej nierozważne zachowanie. | |                               |                            |
| 127 | Trudne rozstanie Senshi no jikaku! Tsuyosa wa jun na kokoro no naka ni (戦士の自覚！強さは純な心の中に)         | 25 lutego 1995                | 24 stycznia 1997           |
| Chibiusa dostaje list od swojej mamy z przyszłości, która prosi dziewczynkę, by powróciła do domu. Chibiusa ostatecznie postanawia wrócić do rodziców, tymczasem ostatni ocalały dajmon atakuje Tokio. | |                               |                            |

## Sezon 4: Sailor Moon SuperS (1995–1996)
| # | Polski tytuł Oryginalny tytuł                                                                                                | Premiera w Japonii (TV Asahi) | Premiera w Polsce (Polsat) |
| --- | --- | ----------------------------- | -------------------------- |
| 128 | Pegaz Unmei no deai! Pegasasu no mau yoru (運命の出会い！ペガサスの舞う夜)                                                   | 4 marca 1995                  | 29 stycznia 1997           |
| Chibiusa, która postanowiła jednak zostać w Tokio, nadal mieszka wraz z Usagi. Pewnej nocy, we śnie wybiega na dwór i spotyka Pegaza. Następnego dnia, podczas zaćmienia Słońca, nad miastem pojawia się namiot cyrkowy Cyrku Martwego Księżyca.                                                                                             | |                               |                            |
| 129 | Potęga Pegaza Supā henshin futatabi! Pegasasu no pawā (スーパー変身再び！ペガサスの力)                                       | 11 marca 1995                 | 31 stycznia 1997           |
| Zirconia nakazuje Walecznemu Trio przeszukiwanie zwierciadeł ludzkich marzeń, by odnaleźć Pegaza. Tymczasem do Japonii powraca Reika, dziewczyna Motokiego, która staje się celem Tygrysiego Oka. W czasie walki, Pegaz umożliwia Czarodziejce z Księżyca nową przemianę.                                                                    | |                               |                            |
| 130 | Marzenia mamy Mamore haha no yume! Daburu mūn no shin hissatsu waza (守れ母の夢！Ｗムーンの新必殺技)                         | 18 marca 1995                 | 3 lutego 1997              |
| Sokole Oko obiera sobie za cel Ikuko Tsukino – matkę Usagi. Tymczasem główna bohaterka zarzuca swojej mamie, że ta faworyzuje Chibiusę. Po walce z Lemurem, Czarodziejka z Księżyca i Mała Czarodziejka otrzymują na stałe moc Pegaza. | |                               |                            |
| 131 | Pegaz raz jeszcze Pegasasu wo toraero! Amazon no wana (ペガサスを捕えろ！アマゾンの罠)                                       | 25 marca 1995                 | 3 lutego 1997              |
| Waleczne Trio postanawia sprowokować Pegaza i złapać go w magiczną klatkę. Aby to osiągnąć Tygrysie Oko planuje zaatakować Naru Osakę. | |                               |                            |
| 132 | Dobrana para Oniai no futari! Usagi to Mamoru no ai (お似合いの二人！うさぎと衛の愛)                                         | 15 kwietnia 1995              | 5 lutego 1997              |
| Mamoru zaprasza do siebie swoich znajomych ze studiów – Saori oraz Kobayashi. W tym spotkaniu uczestniczą także Chibiusa i Usagi.Pierwsza z nich od razu zauważa, że Saori jest zauroczona Mamoru, co ją mocno martwi. Wkrótce potem Saori zostaje zaatakowana przez Lemura.                                                                 | |                               |                            |
| 133 | Romans Artemisa? Pojawia się tajemniczy, nowy kotek Arutemisu no uwaki? Nazo no koneko tōjō (アルテミスの浮気？謎の子猫登場) | 29 kwietnia 1995              | nieemitowany               |
| Luna podejrzewa, że Artemis się zakochał i docina mu z tego powodu. W drodze powrotnej do domu, Artemis spotyka małą, mówiącą kotkę, która nazywa Artemisa swoim tatą. Okazuje się, że jest to Diana – córka Luny i Artemisa z przyszłości.                                                                                                  | |                               |                            |
| 134 | Tajemnica Pegaza Makoto no yūjō! Tenba ni akogareta shōjo (まことの友情！天馬に憧れた少女)                                   | 13 maja 1995                  | 7 lutego 1997              |
| Wśród młodych dziewcząt, popularność zdobywa książka opowiadająca romantyczną historię o Pegazie. Chibiusa zastanawia się, czy chodzi o tego, którego ona zna. Jak się okazuje, autorką tego opowiadania jest Tomoko, dobra koleżanka Makoto.                                                                                                | |                               |                            |
| 135 | Lekcja rysunków Fureau kokoro! Chibiusa to Pegasasu (触れ合う心！ちびうさとペガサス)                                         | 20 maja 1995                  | 10 lutego 1997             |
| Chibiusa stara się bardziej zaprzyjaźnić z Pegazem. Jednocześnie, nauczycielka rysunków z jej szkoły zostaje zaatakowana przez Lemura. Wrogowi udaje się odkryć, w czyich marzeniach kryje się Pegaz, lecz krótko potem ginie z rąk Sailor Moon.                                                                                             | |                               |                            |
| 136 | Przeszłość Rei Mamoru wo mamore! Ninja Usagi no yakimochi (衛を守れ！忍者うさぎのヤキモチ)                                   | 27 maja 1995                  | 12 lutego 1997             |
| Drużyna Czarodziejek przygotowuje się do egzaminów na koniec szkoły w domu Mamoru. Powodują tam jednak wypadek, który uniemożliwia mieszkanie także właścicielowi. Rei proponuje Mamoru, by tymczasowo zamieszkał u niej. Wkrótce potem Rei zostaje zaatakowana przez Lemura.                                                                | |                               |                            |
| 137 | Fałszywa wróżka Ayakashi no mori! Utsukushiki yōsei no izanai (あやかしの森！美しき妖精の誘い)                               | 3 czerwca 1995                | 14 lutego 1997             |
| Kolejnym celem obranym przez Waleczne Trio ma być znany rysownik – Kitakata, którego Chibiusa poznała w parku. Tym razem zadania złapania Pegaza podejmuje się Rybie Oko. | |                               |                            |
| 138 | Urok starych aut Tengoku made hashire! Yume no kuruma ni kakeru ai (天国まで走れ！夢の車にかける愛)                          | 10 czerwca 1995               | 17 lutego 1997             |
| Ami pomaga znajomej Nastumi w warsztacie samochodowym. Dowiaduje się, że marzeniem Nastumi jest wyremontowanie samochodu zakupionego w przeszłości przez jej zmarłego męża. Niebawem Nastumi zostaje zaatakowana przez Sokole Oko. | |                               |                            |
| 139 | Marzenia pięknej wojowniczki Mezase Nippon ichi! Bishōjo kenshi no nayami (目指せ日本一！美少女剣士の悩み)                   | 17 czerwca 1995               | 19 lutego 1997             |
| Chibiusa poznaje dziewczynę, codziennie trenującą walkę mieczem – Miharu. Dziewczynka natychmiast pragnie zostać jej uczennicą. Okazuje się, że głównym celem Miharu jest pokonanie jej matki. | |                               |                            |
| 140 | Szaleństwa mody Mini ga daisuki! Oshare na Senshitachi (ミニが大好き！おしゃれな戦士達)                                      | 1 lipca 1995                  | 21 lutego 1997             |
| Usagi wybiera się wraz z koleżankami na pokaz mody. Krótko po występie, okazuje się, że główny projektant mody – Usui – stracił wenę twórczą. Krótko potem jego uwagę przyciąga nowy model, którym w rzeczywistości jest Rybie Oko. | |                               |                            |
| 141 | Tajemniczy adorator Minako Koi no arashi! Minako no futamata daisakusen (恋の嵐！美奈子のフタマタ大作戦)                     | 8 lipca 1995                  | 24 lutego 1997             |
| Sokole Oko i Tygrysie Oko postanawiają rywalizować między sobą o względy dziewcząt i o zdobycie Pegaza. Jednocześnie umawiają się z Minako, przedstawiając się jako Torajima i Takano. | |                               |                            |
| 142 | Marzenia starszej pani Himitsu no yakata! Ai no menyū wo anata ni (秘密の館！愛のメニューを貴方に)                           | 15 lipca 1995                 | 26 lutego / 7 marca 1997   |
| Będąc na zakupach w supermarkecie, Usagi i Chibiusa zauważa starszą panią, kłócącą się z ekspedientką. Okazuje się, że kobieta, nazywa się Mayako i jest bogatą snobką. Wkrótce potem zostaje zaatakowana przez Sokole Oko. | |                               |                            |
| 143 | Zaufanie Pegasasu wo shinjiru toki! Yon Senshi no supā henshin (天馬を信じる時！4戦士の超変身)                               | 22 lipca 1995                 | 10 marca 1997              |
| Chibiusa zostaje zaproszona na randkę przez kolegę ze szkoły – Roberta. W międzyczasie w prasie pojawiają się niekorzystne artykuły dotyczące tajemniczego Pegaza. Wojowniczki zastanawiają się czy powinny mu nadal ufać. | |                               |                            |
| 144 | Gorące lato Kirameku natsu no hi! Shiokaze no shōjo Ami (きらめく夏の日！潮風の少女亜美)                                     | 12 sierpnia 1995              | 12 marca 1997              |
| Drużyna Czarodziejek wyjeżdża na wakacje wraz z bratem Usagi, Shingo. W czasie pobytu na plaży Ami, wraz z Shingo wypływają pontonem w morze. Dziewczyna zostają tam zaatakowana przez Tygrysie Oko. | |                               |                            |
| 145 | Balet Purima wo nerae! Usagi no barē (プリマをねらえ！うさぎのバレエ)                                                        | 19 sierpnia 1995              | 14 marca 1997              |
| Usagi wraz z Chibiusą zapisują się na lekcje baletu. Wkrótce potem dołączają do nich pozostałe dziewczyny. Tymczasem Rybie Oko przebrany za kobietę, atakuje nauczyciela baletu, który jest jednocześnie reżyserem sztuki. | |                               |                            |
| 146 | Ucieczka księżniczki Jūbangai no kyūjitsu! Mujaki na ōjosama (十番街の休日！無邪気な王女様)                                  | 26 sierpnia 1995              | 17 marca 1997              |
| Do Tokio przyjeżdża księżniczka Rubina, która za wszelką cenę usiłuje wyrwać się nieustannie pilnującym ochroniarzom. W międzyczasie poznaje Usagi, która postanawia jej pomóc. | |                               |                            |
| 147 | Bal Unmei no pātonā? Makoto no junjō (運命のパートナー？まことの純情)                                                        | 2 września 1995               | 19 marca 1997              |
| Zirconia ostrzega Waleczne Trio, że jeśli nadal będą zawodzić, to zostaną zastąpieni. Wobec tego Tygrysie Oko postanawia przeszukać lustra marzeń większej ilości osób naraz. Chce do tego wykorzystać bal, na który wybiera się także Makoto.                                                                                               | |                               |                            |
| 148 | Groźna rywalka Kyoaku no kage! Oitsumerareta torio (巨悪の影！追いつめられたトリオ)                                          | 23 września 1995              | 21 marca 1997              |
| Rybie Oko zastanawia się, dlaczego nie Waleczne Trio nie ma pragnień i odkrywa, że nie posiadają oni zwierciadeł marzeń. Zirconia informuje ich, że w rzeczywistości są oni zwierzętami, zamienionymi w ludzi. Daje im także ostatnią szansę wykazania się – ich celem ma być Mamoru.                                                        | |                               |                            |
| 149 | Finałowa rozgrywka Yume no kagami! Amazon saigo no sutēji (夢の鏡！アマゾン最後のステージ)                                   | 21 października 1995          | 24 marca 1997              |
| Rybie Oko, po rozmowie z Usagi, odkrywa że w rzeczywistości posiadaczką lustra, w którym ukrywa się Pegaz jest Chibiusa. Tymczasem Zirconia wysyła specjalnego Lemura, który ma zniszczyć Waleczne Trio. | |                               |                            |
| 150 | Złote Zwierciadło Amazonesu! Kagami no ura kara kita akumu (アマゾネス！鏡の裏から来た悪夢)                                  | 28 października 1995          | 26 marca 1997              |
| Zirconia, na rozkaz królowej Nehelenii wyznacza Kwartet Amazonek do szukania Pegaza. Mówi im, że znajduje się on w posiadaniu osoby, która ma złote zwierciadło marzeń. | |                               |                            |
| 151 | Ulubiona melodia Ami Shin no pawā bakuhatsu! Ami kokoro no shirabe (真のパワー爆発！亜美心のしらべ)                          | 4 listopada 1995              | 2 kwietnia 1997            |
| Ami jest zafascynowana melodią, którą znalazła w internecie. Dzięki staraniom koleżanek udaje jej się spotkać, z autorem tej melodii, który wkrótce potem zostaje zaatakowany przez Ves Ves. Podczas walki Ami poznaje swój nowy atak. | |                               |                            |
| 152 | Największe marzenie Honō no jōnetsu! Māzu ikari no chōhissatsu waza (炎の情熱！マーズ怒りの超必殺技)                         | 11 listopada 1995             | 4 kwietnia 1997            |
| Rei pozuje do jednego z popularnych magazynów, jako "tajemnicza kapłanka" w świątyni Hikawa. Wkrótce potem, jej uczennicą zostaje dziewczynka – Nanako, która zostaje zaatakowana przez Ves Ves. Podczas walki Rei poznaje swój nowy atak.                                                                                                   | |                               |                            |
| 153 | Straszna klinika dentystyczna Kyōfu no haishasan? Parapara no yakata (恐怖の歯医者さん？パラパラの館)                        | 18 listopada 1995             | 7 kwietnia 1997            |
| U Chibiusy i Usagi pojawiają się objawy próchnicy. W związku z tym, mama Usagi postanawia zapisać dziewczyny do kliniki dentystycznej. Okazuje się, że klinikę otworzyła Palla Palla, by sprawdzać ludziom zwierciadła marzeń. | |                               |                            |
| 154 | Wenus kontra Jowisz Yume taiketsu! Minako to Makoto zekkō sengen (夢対決！美奈子とまこと絶交宣言)                            | 25 listopada 1995             | 9 kwietnia 1997            |
| Pomiędzy Makoto a Minako dochodzi do ostrej kłótni, która wynikła z chęci zaimponowania młodemu dyrektorowi przedszkola. Wkrótce potem zostaje on zaatakowany przez Cere Cere. Podczas walki Minako i Makoto poznają swoje nowe ataki. | |                               |                            |
| 155 | Zawody sportowe Kyōfu wo koete! Jiyū he no jampu (恐怖を越えて！自由へのジャンプ)                                            | 2 grudnia 1995                | 11 kwietnia 1997           |
| W szkole Chibiusy mają się odbyć zawody sportowe. Dziewczynka jest tym wyraźnie zasmucona, gdyż ma tam być także skok przez skrzynię. Jej wysportowany kolega, Kyusuke, także jest tym zaniepokojony. W przełamaniu jego lęku pomaga mu Jun Jun.                                                                                             | |                               |                            |
| 156 | Zwierciadło prawdy Yume wo miushinawanaide! Shinjitsu wo utsusu kagami (夢を見失わないで！真実を映す鏡)                      | 9 grudnia 1995                | 14 kwietnia 1997           |
| Cere Cere podejmuje się misji sprawdzenia zwierciadła marzeń wędrownego malarza. W tym celu zaprasza go do swojej posiadłości oferując dach nad głową w zamian za malowanie jej portretów. | |                               |                            |
| 157 | I ty możesz zostać Ikarem Pegasasu ga kieta!? Yure ugoku yūjō (ペガサスが消えた！？ゆれ動く友情)                             | 16 grudnia 1995               | 16 kwietnia 1997           |
| Chibiusa, Momo i Kyusuke poznają chłopca imieniem Hiroki, którego marzeniem jest zbudować samolot, taki jak bracia Wright. Jednocześnie Chibiusa zastanawia się czy ona i Pegaz są nadal przyjaciółmi. | |                               |                            |
| 158 | Tajemnica Pegaza (znowu) Pegasasu no himitsu! Yume sekai wo mamoru bishōnen (天馬の秘密！夢世界を守る美少年)                 | 23 grudnia 1995               | 18 kwietnia 1997           |
| Palla Palla wystawia sztukę lalkową, by zebrać jak najwięcej zwierciadeł marzeń. Kiedy zostaje zaatakowana przez Czarodziejki, postanawia zamienić wiekiem Usagi oraz Chibiusę. | |                               |                            |
| 159 | Pierwsza miłość Chibiusy Chibiusa no chīsana koi no rapusodi (ちびうさの小さな恋のラプソディ)                                | 13 stycznia 1996              | 21 kwietnia 1997           |
| Pegaz wyjawia Chibiusie część swojej tożsamości i działalności. Tymczasem drużyna wojowniczek podejrzewa, że dziewczynka przeżywa swoją pierwszą miłość. | |                               |                            |
| 160 | Święto młodości Otona ni naru yume! Amazonesu no tōwaku (大人になる夢！アマゾネスの当惑)                                     | 20 stycznia 1996              | 23 kwietnia 1997           |
| W Centrum Kultury Juuban, ma się odbyć uroczystość z okazji festiwalu młodości. Usagi wraz z koleżankami biorą w nim udział jako wolontariuszki. Spotykają tam także Kwartet Amazonek. | |                               |                            |
| 161 | Tajemnicza pajęczyna Ugoki dashita kyōfu! Yami no joō no mashu (動き出した恐怖！闇の女王の魔手)                              | 27 stycznia 1996              | 25 kwietnia 1997           |
| Chibiusa ma wziąć udział w minimaratonie. Pozostałe dziewczyny oraz Mamoru czekają na nią na mecie. W międzyczasie Nehelenia ma już dość czekania na schwytanie Pegaza i postanawia pogrążyć Tokio w ciemności, za pomocą wszechobecnych pajęczyn.                                                                                           | |                               |                            |
| 162 | Wielkie natarcie Yami no shingenchi Deddo Mūn Sākasu (闇の震源地デッドムーンサーカス)                                        | 3 lutego 1996                 | 28 kwietnia 1997           |
| Pegaz przedstawia się wojowniczkom jako Elios i wyjawia swoje plany. Stan Mamoru coraz bardziej się pogarsza, zatem drużyna Czarodziejek wyrusza do Cyrku Martwego Księżyca. | |                               |                            |
| 163 | Lustrzany labirynt Kagami no meikyū! Toraerareta Chibi Mūn (鏡の迷宮！捕えられたちびムーン)                                  | 10 lutego 1996                | 30 kwietnia / 12 maja 1997 |
| Nehelenia porywa Chibiusę, gdyż odkrywa że to ona jest właścicielką złotego zwierciadła, w którym ukrywa się Pegaz. Tymczasem wojowniczki gubią się w labiryncie luster, gdzie ich odbicia usiłują przekonać je do zaprzestania walki. | |                               |                            |
| 164 | Zemsta Nehelenii Gōruden Kurisutaru shutsugen! Neherenia no maryoku (黄金水晶出現！ネヘレニアの魔力)                         | 17 lutego 1996                | 14 maja 1997               |
| Nehelenii wreszcie udaje się wydostać Eliosa ze zwierciadła marzeń Chibiusy. W tym samym czasie Czarodziejki toczą walkę z Zirconią, w której pomaga im Kwartet Amazonek. | |                               |                            |
| 165 | Złoty kryształ Kurisutaru kagayaku toki! Utsukushiki yume no chikara (クリスタル輝く時！美しき夢の力)                        | 24 lutego 1996                | 16 maja 1997               |
| Po tym, jak Nehelenia wydostałą się z lustrzanego więzienia, zdobywa Złoty Kryształ. Następnie podejmuje walkę z drużyną Czarodziejek, które są bezradne w starciu z jej mocą. Niespodziewanie Kwartet Amazonek wykrada Kryształ Nehelenii i oddaje go wojowniczkom.                                                                         | |                               |                            |
| 166 | Już się nie kłaniamy Yume yo itsumademo! Hikari, ten ni michite (夢よいつまでも！光、天に満ちて)                             | 2 marca 1996                  | 19 maja 1997               |
| Po skończonej walce Nehelenia porywa Chibiusę i wraca na Księżyc. Czarodziejka z Księżyca wyrusza za nią. Gdy królowa orientuje się, że została obłożona klątwą powraca do lustrzenego więzienia, Usagi i Chibiusa powracają na Ziemię. Elios natomiast informuje wojowniczki, że jego misja się zakończyła i musi wracać do swojego świata. | |                               |                            |

## Sezon 5: Sailor Moon Sailor Stars (1996–1997)
| # | Polski tytuł Oryginalny tytuł                                                                                             | Premiera w Japonii (TV Asahi) | Premiera w Polsce (Polsat) |
| --- | --- | ----------------------------- | -------------------------- |
| 167 | Nehelenia raz jeszcze Akumu hana wo chirasu toki! Yami no joō fukkatsu (悪夢花を散らす時！闇の女王復活)                   | 9 marca 1996                  | 21 maja 1997               |
| Setsuna przychodzi do profesora Tomoe, by odebrać i przygarnąć Hotaru. Usagi i jej przyjaciółki cieszą się z dostania się do liceum. Tymczasem uwięziona w lustrze Nehelenia dowiaduje się, że wszystkie Czarodziejki nadal żyją szczęśliwie. | |                               |                            |
| 168 | Wszystkie wojowniczki razem! Satān no mezame! Sērā 10 Senshi shūketsu (サターンの目覚め！Ｓ１０戦士集結)                  | 23 marca 1996                 | 23 maja 1997               |
| Haruka, Michiru i Setsuna są zaskoczone, tym jak szybko dorasta przebudzona Hotaru. Dziewczynka przepowiada także "zagładę Białego Księżyca". Jednocześnie Mamoru ma coraz większe kłopoty ze wzrokiem, ponieważ do jego oka dostał się odłamek z lustra Nehelenii. | |                               |                            |
| 169 | Pierwszy atak Noroi no makyō! Akumu ni torawareta Mamoru (呪いの魔鏡！悪夢にとらわれた衛)                                 | 13 kwietnia 1996              | 26 maja 1997               |
| Drużyna Czarodziejek zauważa, że w szkole dzieją się dziwne rzeczy – większość uczniów obsesyjnie przygląda się swoim odbiciom w lustrze. Ten sam objaw, Usagi widzi u Mamoru, który wkrótce potem zostaje porwany przez Nehelenię. | |                               |                            |
| 170 | Wojowniczki w tarapatach Unmei no ichiya! Sērā Senshi no kunan (運命の一夜！セーラー戦士の苦難)                           | 20 kwietnia 1996              | 28 maja 1997               |
| Po uprowadzeniu Mamoru, stan Chibiusa się pogarsza. Setsuna wyjaśnia, że jest to spowodowane paradoksem czasowym – jeśli Mamoru umrze, to Chibiusa nigdy się nie narodzi. Wojowniczki postanawiają wyruszyć Tuxedo na ratunek. | |                               |                            |
| 171 | Wielka bitwa Ai yue ni! Hateshinaki makai no tatakai (愛ゆえに！果てしなき魔界の戦い)                                     | 27 kwietnia 1996              | 30 maja 1997               |
| Wojowniczki zostaje podzielone na pary (Usagi i Makoto, Haruka i Ami, Michiru i Rei, Setsuna i Minako) i są zmuszone do walki z iluzjami Nehelenii. Tymczasem Hotaru i Chibiusa docierają do zamku królowej. | |                               |                            |
| 172 | Koniec koszmarów Ai no mūn pawā! Akumu no owaru toki (愛のムーンパワー！悪夢の終わる時)                                   | 4 maja 1996                   | 2 czerwca 1997             |
| Wszystkie wojowniczki przegrywają swoje walki i zostają uwięzione w lustrach. Gdy Usagi udaje się dotrzeć do zamku, przeprasza ona Nehelenię, za to że niegdyś została zapieczętowana przez Królową Serenity. Dzięki temu klątwa Nehelenii zostaje przełamana. | |                               |                            |
| 173 | Nowa konfrontacja Wakare to deai! Unmei no hoshiboshi no ryūten (別れと出会い！運命の星々の流転)                          | 11 maja 1996                  | 4 czerwca 1997             |
| W Tokio pojawia się najpopularniejszy zespół muzyczny – Trzy Gwiazdy. Z tego powodu, Makoto, Minako i Rei są szczęśliwe. Jedynie Usagi pozostaje niewzruszona, gdyż dowiaduje się, że Mamoru planuje wyjechać, by studiować za granicą. Tymczasem nad Ziemią wisi nowe zagrożenie – Galaxia, która pragnie posiąść ludzki gwiezdne ziarna.                                                                     | |                               |                            |
| 174 | Idole Gakuen ni fuku arashi! Tenkōsei wa aidoru (学園に吹く嵐！転校生はアイドル)                                          | 18 maja 1996                  | 6 czerwca 1997             |
| Do szkoły Juuban mają przyjechać uczniowie z wymiany międzyszkolnej. Okazuje się, że są nimi członkowie zespołu Trzy Gwiazdy. W tym samym czasie Żelazna Mysz ma obowiązek po raz kolejny spróbować zdobyć gwiezdne ziarno. | |                               |                            |
| 175 | Ambicje Minako Aidoru wo mezase! Minako no yabō (アイドルをめざせ！美奈子の野望)                                          | 25 maja 1996                  | 9 czerwca 1997             |
| Minako, która marzy o karierze muzycznej, usiłuje za wszelką cenę, umówić się z którymś z członków Trzech Gwiazd. Uniemożliwia jej to Itabashi Saki, fotograf grupy, który zostaje zaatakowany przez Żelazną Mysz. | |                               |                            |
| 176 | Gwiazdy Musicalu Faitā no shōtai! Shōgeki no chōhenshin (ファイターの正体！衝撃の超変身)                                  | 8 czerwca 1996                | 11 czerwca 1997            |
| W szkole Juuban odbywa się egzamin z matematyki, z którym Usagi ma kłopoty. Seiya także nie zalicza testu, ze względu na uciążliwe próby do musicalu, który prowadzi nauczycielka Rei – siostra Angela. | |                               |                            |
| 177 | Kometa Hoshi ni takusu yume to roman! Taiki no henshin (星に託す夢とロマン！大気の変身)                                   | 15 czerwca 1996               | 13 czerwca 1997            |
| Nauczyciel fizyki z liceum Juuban – pan Amanogawa, przewiduje że odkryta przez niego kometa będzie widoczna przez teleskop. Z tej okazji zaprasza do swojego obserwatorium Taikiego i Ami. Chłopak nie przejawia jednak zbytniego zainteresowania. | |                               |                            |
| 178 | Dziwne zniknięcie Luny Luna wa mita!? Aidoru Yaten no sugao (ルナは見た！？アイドル夜天の素顔)                            | 22 czerwca 1996               | 16 czerwca 1997            |
| Usagi zauważa, że od kilku dni nie towarzyszy jej Luna. Dziewczyny orientują się, że Luna przebywa z Yatenem. Okazuje się, że chłopak potrzebował zwierzątka do występu w programie telewizyjnym. | |                               |                            |
| 179 | Kucharz artysta Teki? Mikata? Sutāraitsu to Sērā Senshi (敵？味方？スターライツとＳ戦士)                                  | 29 czerwca 1996               | 18 czerwca 1997            |
| Usagi i Makoto wybierają się do przyszkolnej szklarni, by zebrać truskawki. Spotykają tam Taikiego, który zaprasza Mako do występu w telewizyjnym programie kulinarnym. | |                               |                            |
| 180 | Wrogowie czy przyjaciele? Yobiau hoshi no kagayaki! Haruka-tachi sansen (呼び合う星の輝き！はるか達参戦)                  | 13 lipca 1996                 | 20 czerwca 1997            |
| Drużyna czarodziejek usiłuje za wszelką cenę zdobyć bilety na koncert Trzech Gwiazd. Niespodziewanie dowiadują się, że na tym koncercie ma także wystąpić Michiru, która daje im bilety za darmo. Tymczasem Galaxia ostrzega Żelazną Mysz, że jeśli dalej będzie zawodzić, zostanie zastąpiona. | |                               |                            |
| 181 | Koniec Żelaznej Myszy Seiya to Usagi no doki-doki dēto (セイヤとうさぎのドキドキデート)                                   | 20 czerwca 1996               | 23 czerwca 1997            |
| Korzystając z dnia wolnego Seiya postanawia zaprosić Usagi na randkę. Dziewczyna zgadza się pójść z nim, lecz zaprzecza, jakoby miała być to randka. Tymczasem Sailor Iron Mouse dostaje ostatnią szansę wykazania się. | |                               |                            |
| 182 | Nowa Czarodziejka Uchū kara no shinryaku! Seirēn hirai (宇宙からの侵略！セイレーン飛来)                                   | 3 sierpnia 1996               | 25 czerwca 1997            |
| Po śmierci Żelaznej Myszy, jej obowiązki przejmują Aluminiowa Syrena i Ołowiany Kruk. Tymczasem w domu Usagi pojawia się mała dziewczynka – ChibiChibi. Czarodziejki podejrzewają, że być może jest ona siostrą Chibiusy i przybyła z przyszłości. W rozwikłaniu zagadki pomaga im Sailor Pluto. | |                               |                            |
| 183 | Panika w letnim kurorcie Shiryō no sakebi? Kyōfu kyampu no kaijin (死霊の叫び！？恐怖キャンプの怪人)                      | 10 sierpnia 1996              | 27 czerwca 1997            |
| Usagi, ChibiChibi i przyjaciółki wyjeżdżają na wakacje do domu letniskowego, który należy do kuzyna Rei. W pobliskim kurorcie przebywają także Trzy Gwiazdy, którzy są w trakcie kręcenia zdjęć do serialu. Ośrodek wypoczynkowy zostaje wkrótce zaatakowany. | |                               |                            |
| 184 | Straszna noc Futarikiri no yoru! Usagi no pinchi (ふたりきりの夜！うさぎのピンチ)                                         | 17 sierpnia 1996              | 30 czerwca 1997            |
| Rodzina Usagi wyjeżdża, więc dziewczyna musi zostać przez całą dobę sama. Ponieważ w okolicy jej domu miało miejsce sporo włamań, Seiya deklaruje, że zostanie jej ochroniarzem. Postanawia także, że wyjawi jej swoją prawdziwą tożsamość. Wkrótce potem dołączają do niego Yaten, Taiki, a także pozostałe wojowniczki.                                                                                      | |                               |                            |
| 185 | Wiara czyni cuda Taiki zesshō! Shinjiru kokoro wo uta ni komete (大気絶唱！信じる心を歌にこめて)                          | 31 sierpnia 1996              | 2 lipca 1997               |
| Przyjaciółka Ami, Misa jest ciężko chora i leży w szpitalu. Bojąc się nadchodzącej operacji, dziewczynka słucha piosenek Trzech Gwiazd, których jest wielką fanką. Kiedy Usagi dowiaduje się o sytuacji, prosi Taikiego, by odwiedził Misę w szpitalu. | |                               |                            |
| 186 | Tajemnicze wyprawy ChibiChibi Chibichibi no nazo! Osawagase daitsuiseki (ちびちびの謎！おさわがせ大追跡)                  | 7 września 1996               | 4 lipca 1997               |
| Usagi zauważa, że ChibiChibi ostatnio ciągle znika. Zastanawiając się, dokąd chodzi, postanawia z przyjaciółkami ją śledzić. Okazuje się, że dziewczynka odwiedza bardzo bogatego przedsiębiorcę, który jest także sponsorem Trzech Gwiazd. | |                               |                            |
| 187 | Kim jest ChibiChibi? Kagayaku hoshi no pawā! Chibichibi no henshin (輝く星のパワー！ちびちびの変身)                       | 14 września 1996              | 7 lipca 1997               |
| Usagi zostaje zapisana do drużyny softballu. Ponieważ nie potrafi w niego grać, Seiya proponuje jej specjalny trening. W tym samym czasie, Sailor Aluminum Siren dostaje ostrzeżenie od Galaxii. | |                               |                            |
| 188 | Pamiętny lot Kyōfu e no shōtai! Usagi no yakan hikō (恐怖への招待！うさぎの夜間飛行)                                      | 12 października 1996          | 9 lipca 1997               |
| Aluminiowa Syrena przez przypadek odkrywa tożsamość Czarodziejki z Księżyca. Wysyła Usagi specjalne zaproszenie na lot z Trzema Gwiazdami. Na pokładzie statku, zarówno wojowniczki, jak i Sailor Starlights są zmuszone wyjawić swoje prawdziwe twarze. | |                               |                            |
| 189 | Przyjacielska misja Shimei to yūjō no hazama! Sērā Senshi-tachi no tairitsu (使命と友情の間！Ｓ戦士達の対立)              | 19 października 1996          | 11 lipca 1997              |
| Po śmierci Aluminiowej Syreny, jej miejsce zajmuje Cynowa Kotka. Tymczasem Usagi i Seiya rozpamiętują ujawnienie swoich tożsamości. Oboje, niezależnie od siebie, udają się po poradę do Rei. | |                               |                            |
| 190 | Przeszłość Trzech Gwiazd Akasareta shinjitsu! Seiya-tachi no kako (明かされた真実！セイヤ達の過去)                        | 26 października 1996          | 14 lipca 1997              |
| Haruka i Michiru spotykają się z Taikim i Yatenem i kategorycznie zabraniają Seiyi spotykać się z Usagi. Członkowie Trzech Gwiazd chętnie się na to zgadzają. Tymczasem Seiya potajemnie wyjawia Usagi swoją przeszłość. | |                               |                            |
| 191 | Tajemniczy motyl Hikari no chō ga mau toki! Atarashī nami no yokan (光の蝶が舞う時！新しい波の予感)                       | 9 listopada 1996              | 16 lipca 1997              |
| Drużyna Czarodziejek nadal usiłuje nawiązać współpracę z Trzema Gwiazdami, jednak nie udaje im się to. Ami postanawia wziąć udział w konwencie dla graczy komputerowych, w którym jednym z arbitrów jest Taiki. | |                               |                            |
| 192 | Idź za marzeniem Yume icchokusen! Aidoru Minako tanjō!? (夢一直線！アイドル美奈子の誕生)                                  | 16 listopada 1996             | 18 lipca 1997              |
| Minako otrzymuje zaproszenie na casting muzyczny, w którym zwycięzca otrzyma prawo nagrania płyty. Dziewczyna ma jednak wątpliwości czy powinna tam iść. Jednym z sędziów w tym konkursie jest Yaten. | |                               |                            |
| 193 | Księżniczka Ubawareta ginzuishō! Kakyū Purinsesu shutsugen (うばわれた銀水晶！火球皇女出現)                               | 30 listopada 1996             | 21 lipca 1997              |
| W liceum Juuban odbywa się festiwal. Na uroczystości zjawia się także Seiya. W tym samym czasie, Taiki i Yaten atakują ChibiChibi, gdyż podejrzewają, że ma ona coś wspólnego z Księżniczką, której poszukują. Sailor Red Crow atakuje natomiast Usagi, ponieważ odkrywa w zapiskach Aluminum Siren, że ma ona prawdziwe gwiezdne ziarno.                                                                      | |                               |                            |
| 194 | Historia Wojowniczek Ginga no seisen! Sērā Wōzu densetsu (銀河の聖戦 セーラーウォーズ伝説)                                | 7 grudnia 1996                | 23 lipca 1997              |
| Księżniczka planety Pachnących Oliwek, która ukrywała się w imbryczku należącym do ChibiCibi, opowiada drużynie Czarodziejek o swojej przeszłości. Po śmierci Red Crow, Tin Nyanko musi sama wykonywać polecenia Galaxii, lecz cały czas obserwuje Usagi wiedząc, że ma ona prawdziwe gwiezdne ziarno. | |                               |                            |
| 195 | Galaxia Kakyū Purinsesu shōmetsu! Gyarakushia kōrin (火球皇女消滅！ギャラクシア降臨)                                      | 14 grudnia 1996               | 25 lipca 1997              |
| Trzy Gwiazdy zapowiadają w mediach rozwiązanie grupy i zakończenie działalności muzycznej. Planują także wystąpić na jednym, pożegnalnym koncercie. W czasie jego trwania, pojawia się Galaxia, która atakuje Ziemię. | |                               |                            |
| 196 | Ostateczne starcie Ginga horobiru toki! Sērā Senshi saigo no tatakai (銀河滅びる時！Ｓ戦士最後の戦い)                     | 11 stycznia 1997              | 28 lipca 1997              |
| Po śmierci Księżniczki planety Pachnących Oliwek, Trzy Gwiazdy, postanawiają ją pomścić i idą szukać Galaxii. Wkrótce potem dołącza do nich drużyna, złożona ze wszystkich dziewięciu czarodziejek. W pierwszej rundzie walki Galaxia zabija Ami, Rei, Makoto i Minako. | |                               |                            |
| 197 | Groźba zagłady Ginga no shihaisha! Gyarakushia no kyōi (銀河の支配者! ギャラクシアの脅威)                                 | 18 stycznia 1997              | 30 lipca 1997              |
| Po śmierci przyjaciółek, Usagi jest załamana i nie jest w stanie walczyć. Dodatkowo dowiaduje się, że Galaxia zabija wcześniej Mamoru, odbierając mu gwiezdne ziarno. Zamiast Usagi, do walki przystępują Haruka, Michiru, Setsuna i Hotaru. Dwie pierwsze zgadzają się jednak służyć Galaxii i zabijają swoje dotychczasowe towarzyszki.                                                                      | |                               |                            |
| 198 | Znikające gwiazdy Kieyuku hoshiboshi! Uranasu-tachi no saigo (消えゆく星々！ウラヌス達の最期)                             | 25 stycznia 1997              | 1 sierpnia 1997            |
| Czarodziejka z Księżyca nie może uwierzyć, że Sailor Uranus i Sailor Neptune odwróciły się od niej. Galaxia nakazuje swoim nowym podwładnym, zabicie Usagi, jednak te w ostatniej chwili atakują samą Galaxię. Gdy okazuje się, że nie ma ona gwiezdnego ziarna, Haruka i Michiru umierają. | |                               |                            |
| 199 | Promyk nadziei. Ostatnia walka w Galaktyce Kibō no Hikari! Ginga wo kaketa saishū kessen (希望の光！銀河をかけた最終決戦) | 1 lutego 1997                 | 4 sierpnia 1997            |
| Trzy Gwiazdy usiłują chronić Czarodziejkę z Księżyca ze wszystkich sił. Tymczasem Galaxia opowiada im, że to ona jest legendarną wojowniczką, która pokonała Chaos i to ona wysłała w kosmos Promyk Nadziei. | |                               |                            |
| 200 | Zwycięstwo Usagi no ai! Gekkō ginga wo terasu (うさぎの愛！月光銀河を照らす)                                              | 8 lutego 1997                 | 6 sierpnia 1997            |
| ChibiChibi okazuje się być Promykiem Nadziei, którego szukały Trzy Gwiazdy. Usagi, z jego pomocą usiłuje walczyć z Galaxią i pokonuje zło, zapieczętowane wewnątrz niej. Po skończonej walce, gwiezdne ziarna wracają do właścicieli i przywracają życie pozostałym czarodziejkom, Mamoru oraz Księżniczce Kakyuu. Trzy Gwiazdy, wraz z odrodzoną Księżniczką postanawiają powrócić na swoją ojczystą planetę. | |                               |                            |

## Odcinki specjalne
| # | Polski tytuł Oryginalny tytuł                                                                                           | Premiera w Japonii | Premiera w Polsce      |
| --- | --- | ------------------ | ---------------------- |
| S1 | Przemieńcie się, Czarodziejki! Meiku Appu! Sērā Senshi (メイクアップ！ セーラー戦士)                                    | 5 grudnia 1993     | 7 sierpnia 2015 (DVD)  |
| Usagi i Chibiusa spędzają popołudnie w kawiarni, gdzie przy stoliku obok, toczy się dyskusja między dwoma dziewczynami na temat grupy Sailor Moon. W rozmowie po kolei zostają wymieniane wojowniczki: Sailor Mars, Sailor Mercury, Salior Jupiter, Sailor Venus oraz Tuxedo Mask. Przy okazji pozytywnych opisów poszczególnych postaci Usagi opowiada Chibiusie o innych zaletach bohaterów, które zna tylko ona. Od razu zostają w wielkim skrócie przypomniane losy grupy. | |                    |                        |
| S2 | Sailor Moon SuperS: Special Bishoujo Senshi Sailor Moon SuperS Special (美少女戦士セーラームーンＳＵＰＥＲＳスペシャル) | 8 grudnia 1995     | 1998 (VHS)             |
| * Niezwykła przemiana. Pamiętnik dorastającej Usagi * Powrót Haruki i Michiru. Lalkowy teatr duchów * Przygoda Chibi-Usy. Tajemniczy zamek wampirów | |                    |                        |
| S3 | Pierwsza miłość Ami Bishōjo senshi sērā mūn gaiden Ami-chan no hatsukoi (美少女戦士セーラームーン外伝 亜美ちゃんの初恋) | 23 grudnia 1995    | 24 sierpnia 2018 (DVD) |
| Główną bohaterką tego odcinka jest Ami. Jako osoba skupiona na nauce, często sama podkreśla, że nie ma czasu na przeżywanie rozterek uczuciowych. W odcinku specjalnym jest jednak przedstawione jej zauroczenie osobą, z którą osiąga takie same wyniki na testach egzaminacyjnych w szkole, podpisującą się jako Merkuriusz. | |                    |                        |

## Filmy kinowe
| # | Polski tytuł Oryginalny tytuł | Premiera w Japonii | Premiera w Polsce (VHS) |
| --- | --- | ------------------ | ----------------------- |
| F1 | Sailor Moon R – Czarodziejka z Księżyca: Film kinowy Gekijōban Bishōjo Senshi Sērā Mūn Āru (劇場版 美少女戦士セーラームーンＲ) | 5 grudnia 1993     | 1998                    |
| Głównym bohaterem filmu jest Mamoru Chiba. Fiore, przyjaciel Mamoru z dzieciństwa, powraca na Ziemię z kwiatem, którego obiecał niegdyś swojemu przyjacielowi. Niestety zły kwiat, Kisenian, przejmuje kontrolę nad słabym umysłem Fiore i zmusza go do rozsiewania złowrogich kwiatów na całej Ziemi, dzięki czemu mogą one pobierać energię od ludzi. Podczas walki, którą Fiore toczy z Usagi, Mamoru zostaje ranny. Wówczas Fiore porywa Tuxedo, skłaniając tym samym wojowniczki do wyruszenia mu na pomoc.                                                  | |                    |                         |
| F2 | Sailor Moon S – Czarodziejka z Księżyca: Film kinowy Gekijōban Bishōjo Senshi Sērā Mūn Sūpā ~Kaguya hime no koibito~ (劇場版美少女戦士セーラームーンS 〜かぐや姫の恋人〜)                                                                 | 4 grudnia 1994     | 1998                    |
| Główną bohaterką filmu jest Luna. Obiecujący niegdyś astronom Kakeru ratuje chorą Lunę spod kół samochodu. Następnie obserwując gwiazdy, dostrzega kometę zmierzającą ku Ziemi. Usiłuje ostrzec Agencję Kosmiczną, by nie wysyłać w kosmos statku, którego pasażerką ma być jego przyjaciółka z dzieciństwa, Himeko. Tymczasem Luna przebywając w domu Kakeru, dowiaduje się, że do Ziemi zbliża się kometa, a wraz z nią zła królowa Kaguya, która chce zamienić cała Ziemię w lodową pustynię.                                                                  | |                    |                         |
| F3 | Sailor Moon SuperS – Czarodziejka z Księżyca: Film kinowy Bishōjo Senshi Sērā Mūn Sūpā Esu: Sērā Kyū Senshi Shūketsu! Burakku Dorīmu Hōru no Kiseki (美少女戦士セーラームーンSuperS セーラー９戦士集結！ブラック・ドリーム・ホールの奇跡) | 12 grudnia 1995    | 1998                    |
| Główną bohaterką filmu jest Chibiusa. Film rozpoczyna się od pokazania spokojnego miasteczka w czasie nocy, kiedy to nagle tajemnicza osoba grając na flecie budzi dzieci, i hipnotyzując, zmusza je do przyjścia na statek. Wkrótce potem młody Elf, imieniem Perle, poznaje Chibiusę i zaprzyjaźnia się z nią. Kolejnej nocy, dzieci ponownie są podstępem porywane w czasie snu. Tym razem porwana zostaje także Chibiusa. Perle wyjaśnia Czarodziejkom, że stoi za tym zła królowa Badiyanu, czerpiąca moc z Czarnej Dziury Snów i wyrusza z nimi na ratunek. | |                    |                         |